# Eurovision Song Contest 2015
Der 60. Eurovision Song Contest fand vom 19. bis 23. Mai 2015 in der Wiener Stadthalle in Wien statt. Damit war die österreichische Hauptstadt nach 1967 zum zweiten Mal Austragungsort des Eurovision Song Contest, nachdem Conchita Wurst mit dem Lied Rise Like a Phoenix den Eurovision Song Contest 2014 in Kopenhagen (Dänemark) gewonnen hatte. Der Österreichische Rundfunk (ORF) war Ausrichter des Wettbewerbs. Das Motto des Wettbewerbs lautete Building Bridges (englisch für Brücken bauen).
Den Wettbewerb gewann für Schweden das von Måns Zelmerlöw vorgetragene und von Linnea Deb, Joy Deb und Anton Hård af Segerstad geschriebene Lied Heroes mit insgesamt 365 Punkten vor Russland mit 303 Punkten und Italien mit 292 Punkten. Erstmals in der Wettbewerbsgeschichte erzielten nicht nur der Sieger, sondern beide Erstplatzierten über 300 Punkte. Erstmals seit Einführung der kombinierten Wertung im Jahr 2009 gewann nicht der im Televoting vorne liegende Beitrag (Italien). Schweden gewann den Wettbewerb zum sechsten Mal und rückte in der Wettbewerbsgeschichte auf Platz zwei hinter Irland vor, das bisher sieben Mal gewann.
Australien erhielt aus Anlass des 60. Jubiläums durch die Europäische Rundfunkunion (EBU) eine Einladung zur Teilnahme, da die Veranstaltung dort sehr beliebt ist und seit 30 Jahren übertragen wird. Damit traten im Finale insgesamt 27 Länder an, mehr als je zuvor.
Österreich und Deutschland – als Ausrichterland bzw. einer der fünf großen Geldgeber und beide ohne Halbfinalteilnahme im Finale gesetzt – blieben ohne Punkte. Österreich wurde vor Deutschland platziert, da bei Punktegleichstand weitere Faktoren zur Ermittlung der Reihenfolge herangezogen werden, in diesem Falle die Startreihenfolge. Für Deutschland war es die dritte und für das Gastgeberland Österreich die vierte Teilnahme ohne Punkte. Die Schweiz schied bereits als Letztplatzierte im Halbfinale aus.
Damit erhielt zum ersten Mal seit dem Eurovision Song Contest 2003 ein Land im Finale keine Punkte, und erstmals seit 1997 sogar zwei Länder gleichzeitig. Außerdem blieb erstmals in der ESC-Geschichte das Gastgeberland punktlos.

## Austragungsort
Der 60. Eurovision Song Contest fand in Österreich statt, da die österreichische Teilnehmerin Conchita Wurst den Eurovision Song Contest 2014 in Kopenhagen, Dänemark gewonnen hatte.
Zahlreiche Städte hatten ihr Interesse zur Austragung des Eurovision Song Contest 2015 bekundet. Im Vorfeld wurde über ein Interesse der Stadt Salzburg an der Ausrichtung spekuliert, was die Stadt zurückwies.
Bei einem ersten Treffen am Montag, dem 19. Mai 2014, einigten sich der ORF und die EBU, den Eurovision Song Contest 2015 nur in geschlossenen Hallen ohne Tageslichteinfall auszutragen. Am 29. Mai 2014 veröffentlichte der ORF unter anderem folgende Kriterien für die Halle: eine Mindestkapazität von 10.000 Zuschauern, sie muss bereits sechs Wochen vor dem Wettbewerb zur Verfügung stehen, eine minimale Deckenhöhe von 15 m und ein angemessenes Pressezentrum für etwa 1500 Reporter in der Nähe haben sowie Platz für die Sponsoren und ihre etwa 1000 Gäste bieten. Die Bewerbungsfrist als Austragungsort für den Eurovision Song Contest endete am 13. Juni 2014.
Am 21. Juni 2014 gab der ORF bekannt, den Eurovision Song Contest entweder in der Wiener Stadthalle, in der Stadthalle Graz oder in der Olympiahalle Innsbruck austragen zu wollen. Damit waren die temporären Veranstaltungsorte in Wien, der Flughafen Wien-Schwechat, das Veranstaltungsgelände am Schwarzlsee im steirischen Unterpremstätten, das Messezentrum Oberwart, das Wörthersee Stadion in Klagenfurt sowie das Messegelände in Wels aus dem Rennen.
| Stadt     | Austragungsort             | Kapazität | Bemerkungen                                               |
| --------- | -------------------------- | --------- | --------------------------------------------------------- |
| Graz      | Stadthalle Graz            | 11.030    | Spielort der Handball-Europameisterschaft der Männer 2010 |
| Innsbruck | Olympiaworld Innsbruck     | 14.000    | Austragungsort der Olympischen Winterspiele 1964 und 1976 |
| Wien      | Wiener Stadthalle, Halle D | 16.000    | –                                                         |

Die endgültige Entscheidung für Wien fiel am 6. August 2014.
Die Wiener Stadthalle bot insgesamt 13.500 Zuschauern Platz und hat sich schon in der Vergangenheit als Veranstaltungsort für zahlreiche Fernsehsendungen und Konzerte profiliert.

### Kosten der Stadt Wien
Nach der Ernennung zum Austragungsort hat die Stadt Wien einen Kostenkalkulationsplan aufgestellt, der die Kosten beinhaltet, welche die Stadt selbst trägt. Demnach beteiligt sich die Stadt mit rund 17,1 Millionen Euro. Allein die Bereitstellung der Stadthalle kostet rund 8,89 Millionen Euro. Diese wird im Zeitraum von 6. April bis 31. Mai 2015 freigehalten. Das restliche Geld verteilt sich auf die Unterbringung der Journalisten, Werbemaßnahmen und Mittel für Informationen zum öffentlichen Personennahverkehr.
| Nutzen                                                                    | Kosten (in Millionen Euro) |
| ------------------------------------------------------------------------- | -------------------------- |
| Bereitstellung der Stadthalle (inkl. Notstrom- und Adaptierungsmaßnahmen) | 8,890                      |
| Bereitstellung des Rathauses                                              | 0,750                      |
| Eurovision-Village                                                        | 0,150                      |
| Tourismuskampagne                                                         | 0,850                      |
| Marketingbudget                                                           | 6,374                      |
| Öffentlicher Personennahverkehr                                           | 0,070                      |
| Gesamtsumme                                                               | 17,084                     |

### Live-Shows und Karten
Vor jeder Live-TV-Show gab es zwei weitere Publikum-Shows. Am Tag vorher fanden die Jury-Shows statt, nach der die Länderjurys ihr Voting abgaben. Sie wurden aufgezeichnet und hätten dann zum Einsatz kommen sollen, wenn es bei der Live-TV-Show zu einem Sendeausfall gekommen wäre. Die Family-Shows am Nachmittag waren die letzten Durchläufe vor der Live-TV-Show. Ihr Name rührt daher, dass sie sich besonders für Familien mit Kindern eignen, welche die Show live miterleben, aber nicht bis spät in die Nacht aufbleiben möchten.
| Show        | Halbfinale 1        | Halbfinale 2        | Finale              |
| ----------- | ------------------- | ------------------- | ------------------- |
| Jury-Show   | Mo. 18. Mai, 21 Uhr | Mi. 20. Mai, 21 Uhr | Fr. 22. Mai, 21 Uhr |
| Family Show | Di. 19. Mai, 15 Uhr | Do. 21. Mai, 15 Uhr | Sa. 23. Mai, 13 Uhr |
| TV-Show     | Di. 19. Mai, 21 Uhr | Do. 21. Mai, 21 Uhr | Sa. 23. Mai, 21 Uhr |

Vom 15. Dezember 2014 bis zum 27. Februar 2015 sowie bei Last-Minute-Aktionen gegen den Schwarzhandel bis zum 13. Mai 2015 wurde der Kartenverkauf für den ESC 2015 durchgeführt. Für jede der stattfindenden Shows gab es Plätze in insgesamt 6 Kategorien in den Kategorien Sitzplätze A bis D, Gold und Stehplätze von 14 Euro für Plätze mit den Merkmalen Sichteinschränkung, Family-Show und Kategorie D, sowie bis 390 Euro für die Gold-Kategorie im Finale. Sie wurden online und telefonisch über Oeticket verkauft, aber ebenfalls ausschließlich für österreichische Lieferadressen online, telefonisch und bei der Wiener Stadthalle direkt vor Ort. Der Kartenverkauf wurde unterteilt in drei Tranchen. Allerdings ergab sich die korrekte Anzahl erst nach der Konkretisierung der Kameraposition, des Greenroom-Aufbaus und der Gestaltung der Bühne.

## Format

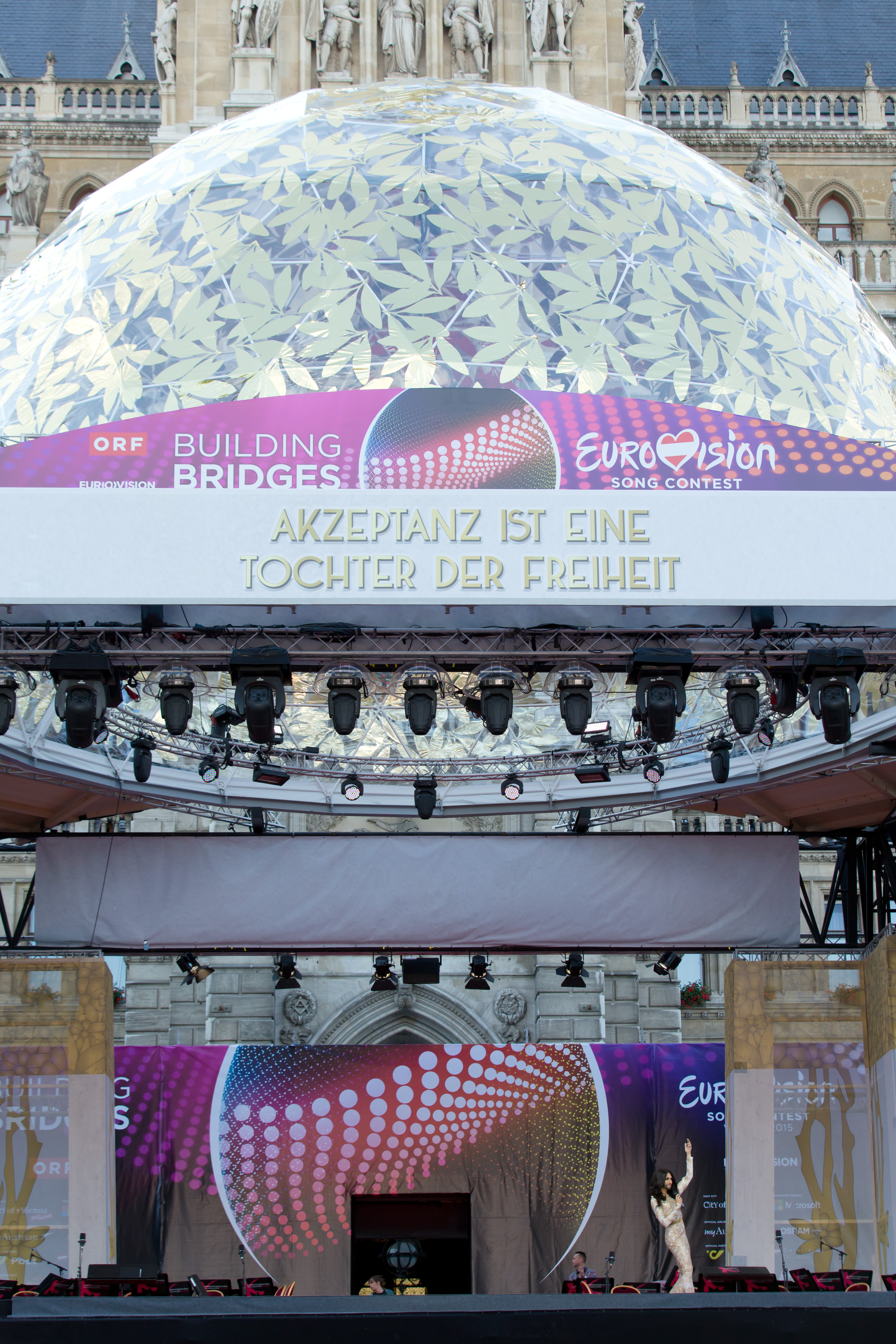
Bühne des Eurovision Village auf dem Rathausplatz

### Motto
In einem Auswahlverfahren suchte der ORF das passende Motto. Aus mehr als einhundert Einsendungen ging der Slogan Building Bridges als Sieger hervor. Man hat sich bewusst für dieses Motto entschieden, da Österreich in der Geschichte schon oft als Brücke zwischen Ost und West fungiert hat und man den Gedanken von Toleranz von Conchita Wurst weiterführen wolle. Vor dem Hintergrund des Eurovision Song Contest dient die Musik dazu, Länder, Kulturen und Sprachen miteinander zu verbinden.

### Logo
Das Logo wurde am 25. November 2014 vorgestellt. Es ist eine leuchtende Kugel, welche den offiziellen Namen „The Sphere“ (zu deutsch: „Die Kugel“) trägt. Das Logo soll das Verbindende und die Vielfalt der Veranstaltung darstellen.

### „Postkarten“
Die diesjährige Idee für die kleinen Clips, die das Land vor deren Auftritt präsentieren, wurde am 10. März 2015 offiziell bekannt gegeben. In diesem Jahr soll das Motto Building Bridges umgesetzt werden.
Jeder Clip beginnt mit Bildern aus dem Heimatland der Künstler. Dann erhalten sie an ihrer Tür ein Paket, worin sich eine Einladung nach Österreich und ein Gegenstand befinden. Kaum schauen sie von diesem Paket auf, sind die Künstler an einen Ort in Österreich versetzt, wo sie mit dem Gegenstand eine lokaltypische Tätigkeit aus den Bereichen Kultur, über Sport, Wirtschaft und Tradition, bis zur Moderne erleben.
Die Clips enden mit einem Freeze der jeweiligen Künstler auf einem Song-Contest-Plakat nahe einer Wiener Sehenswürdigkeit.

### Offizielles Album
Das offizielle Album mit allen 40 Liedern der Sendung wurde in deutschsprachigen Ländern wie folgt veröffentlicht:
- 10. April 2015 – iTunes- und Google-Play-Store-Veröffentlichung
- 17. April 2015 – Veröffentlichung auf allen anderen digitalen Plattformen
- 20. April 2015 – Veröffentlichung als physische CD

Zudem wurde am 18. Mai 2015 das Eröffnungslied Building Bridges als Single digital veröffentlicht.
Die offizielle DVD, welche die Aufzeichnungen der drei Liveshows sowie Bonusmaterial enthält, wurde am 22. Juni 2015 veröffentlicht.

### Bühnendesign
Am 27. Dezember 2014 wurde bekannt gegeben, dass das Design der Bühne von Florian Wieder entworfen wird.
ORF-Fernsehdirektorin Kathrin Zechner sagte, dass die Bühne „den Brückenschlag von der Vergangenheit in die Gegenwart und Zukunft darstellt und als Symbol für die Botschaft des gegenseitigen Respekts, die wir transportieren wollen, steht“.
Wieder war bereits für die Bühnendesigns der Eurovision Song Contests 2011 und 2012 verantwortlich.
Das Bühnendesign wurde am 20. Januar 2015 offiziell veröffentlicht. Die Bühne besteht aus 1288 einzelnen Säulen und misst 44 Meter in der Breite, 14,3 Meter in der Höhe und bis zu 22 Meter in die Tiefe. Die LED-Säulen können eine Vielzahl von Lichteffekten produzieren, ebenso wie der Bühnenboden mit einem Durchmesser von 11 Metern. Im Hintergrund gibt es eine weitere LED-Wand von 22 Meter Breite und 8,5 Meter Höhe.

### 60-jähriges Jubiläum
Zum 60-jährigen Jubiläum wurde von der BBC am 31. März 2015 im Londoner Hammersmith Apollo die Veranstaltung Eurovision Song Contest’s Greatest Hits organisiert. Moderiert wurde die Show von Graham Norton und Petra Mede. Die Veranstaltung wurde aufgezeichnet und bis zum Contest wird diese in verschiedenen Ländern ausgestrahlt. In Deutschland war die Aufzeichnung im NDR Fernsehen und MDR Fernsehen am Samstag, dem 16. Mai 2015 zeitgleich ab 23:15 Uhr zu sehen, Peter Urban kommentierte. Wiederholt wurde die Sendung am Freitag, dem 22. Mai 2015 um 20:15 Uhr auf Einsfestival.
Es traten folgende Interpreten auf:
| • Anne-Marie David (Gewinnerin 1973, Teilnehmerin 1979) | • Brotherhood of Man (Gewinner 1976)                      |
| • Johnny Logan (Gewinner 1980 u. 1987)                  | • Nicole (Gewinnerin 1982)                                |
| • Herrey’s (Gewinner 1984)                              | • Bobbysocks (Gewinner 1985)                              |
| • Riverdance (Intervallact 1994)                        | • Dana International (Gewinnerin 1998, Teilnehmerin 2011) |
| • Olsen Brothers (Gewinner 2000)                        | • Natasha Saint-Pier (Teilnehmerin 2001)                  |
| • Rosa López (Teilnehmerin 2002)                        | • Lordi (Gewinner 2006)                                   |
| • Dima Bilan (Teilnehmer 2006, Gewinner 2008)           | • Loreen (Gewinnerin 2012)                                |
| • Emmelie de Forest (Gewinnerin 2013)                   | • Conchita Wurst (Gewinnerin 2014)                        |

## Leitung und Gastgeber
Am 19. Dezember 2014 wurde offiziell bekanntgegeben, dass Alice Tumler, Arabella Kiesbauer und Mirjam Weichselbraun den diesjährigen Wettbewerb moderieren werden. Es war das erste Mal in der Geschichte des Song Contests, dass diesen drei Frauen moderieren. Conchita Wurst moderierte im Green Room.
Der aktuelle österreichische ESC-Kommentator Andi Knoll und die aktuelle österreichische Punktesprecherin Kati Bellowitsch moderierten die Halbfinalauslosung und werden die Eröffnungszeremonie sowie die ESC Live-Shows moderieren. Riem Higazi und Kati Bellowitsch werden abwechselnd durch die Pressekonferenzen führen.
Als Produktionsleiter (Executive Producer) fungiert seit etwa Mai/Anfang Juni 2014 ORF-Unterhaltungschef Edgar Böhm.

## Teilnehmer

Länder, die im Jahr 2015
nicht teilnahmen, aber mal teilgenommen hatten
teilnahmen
im Halbfinale ausschieden

### Länder
Am 10. Juli 2014 gab die EBU bekannt, die Bewerbungsfrist von Mitte Dezember auf Mitte Oktober zu verlegen. Die EBU und der ORF dachten, dass es aufgrund des 60-jährigen Jubiläums notwendig sei, so einen frühen Termin auszuwählen, um das beste Ergebnis für eine große Jubiläumsshow im Mai des folgenden Jahres zu erhalten. Die offizielle Bewerbungsfrist endete am 15. September 2014, die Schonfrist für unentschlossene Länder am 10. Oktober 2014. Die Liste aller Teilnehmer wurde von der EBU am 23. Dezember 2014 veröffentlicht. Serbien und Zypern kehrten nach einer einjährigen, Tschechien nach einer fünfjährigen Pause wieder zum Wettbewerb zurück. Währenddessen blieb die Ukraine der Veranstaltung aus finanziellen Gründen und aufgrund der aktuellen Situation im Land fern. Zudem mussten die Songs aller Teilnehmer bis zum 16. März 2015, zu dem Treffen der Delegationsleiter, feststehen.
Auch Australien trat zum ersten Mal beim Wettbewerb an. Anlässlich das 60. Jubiläums des Wettbewerbs erhielt das Land eine Einladung seitens der EBU und durfte direkt im Finale antreten. Falls Australien tatsächlich den Contest gewonnen hätte, wäre dennoch ein europäisches Land der Austragungsort im nächsten Jahr gewesen.
Demnach nahmen am Eurovision Song Contest 2015 40 Länder teil.

### Andere Länder
Am 29. April 2015 wurde bekannt gegeben, dass Delegationen aus den Ländern Kosovo, Kasachstan, Tunesien und Marokko in Wien sein werden und den ESC beobachten.
Kasachstan überträgt seit 2010 den Eurovision Song Contest live und bewirbt sich seit 2008 für den ESC, es scheiterte jedoch immer an der nicht vorhandenen EBU-Mitgliedschaft. Das EBU-Mitglied Tunesien wollte am Wettbewerb im Jahr 1977 teilnehmen, zog sich aber schließlich zurück. Das EBU-Mitglied Marokko nahm 1980 einmalig teil, wurde Vorletzter und nimmt seitdem nicht mehr teil.

### Wiederkehrende Interpreten
Nachdem Amber den maltesischen Vorentscheid gewann, vertritt sie Malta beim Eurovision Song Contest 2015. Bereits 2012 hat sie Kurt Calleja als Backgroundsängerin bei seinem Auftritt unterstützt, ebenso hat der belarussische Teilnehmer Uzari, schon 2011 Anastassija Winnikawa als Backgroundsänger begleitet. Raay, eine Hälfte des slowenischen Duos Maraaya, war 2014 Backgroundsänger für Tinkara Kovač.
Der Teilnehmer aus San Marino, Michele Perniola, nahm bereits am Junior Eurovision Song Contest 2013 teil und erreichte den zehnten Platz. Anita Simoncini nahm 2014 als Mitglied von The Peppermints, welche fünfzehnte wurden, am JESC teil. Die beiden sind somit nach Nevena Božović und den Tolmachevy Sisters die dritten Teilnehmer in der Geschichte, die an beiden Wettbewerben teilnehmen.
Inga Arschakjan, die Armenien bereits 2009 zusammen mit ihrer Schwester Anusch beim ESC in Moskau vertreten hatte, kehrt als Mitglied der Gruppe Genealogy 2015 zum Wettbewerb zurück.
Elnur Hüseynov, der Aserbaidschan beim Debüt 2008 zusammen mit Samir Cavadzadə vertrat, kehrte 2015 zum Wettbewerb zurück.
| Land          | Interpret                                    | Vorheriges Teilnahmejahr              |
| ------------- | -------------------------------------------- | ------------------------------------- |
| Armenien      | Inga Arschakjan (als Mitglied von Genealogy) | 2009 (als Mitglied von Inga & Anusch) |
| Aserbaidschan | Elnur Hüseynov                               | 2008 (als Mitglied von Elnur & Samir) |
| Belarus       | Uzari                                        | Begleitung: 2011                      |
| Belgien       | Nicolas Dorian (Begleitung)                  | 2011 (als Mitglied von Witloof Bay)   |
| Island        | Hera Björk (Begleitung)                      | 2010                                  |
| Island        | Hera Björk (Begleitung)                      | Begleitung: 2008 und 2009             |
| Malta         | Amber                                        | Begleitung: 2012                      |
| Slowenien     | Raay (als Mitglied von Maraaya)              | Begleitung: 2014                      |

## Halbfinale

### Auslosung

Teilnehmer des 1. Halbfinales
Stimmberechtigte Länder im 1. Halbfinale
Teilnehmer des 2. Halbfinales
Stimmberechtigte Länder im 2. Halbfinale
Stimmberechtigtes Land in beiden Halbfinalen

Die Halbfinalauslosung fand am 26. Januar 2015 im Wiener Rathaus statt und wurde von Kati Bellowitsch und Andi Knoll moderiert.
Auch wurde ermittelt, in welchem Halbfinale Gastgeber Österreich sowie die sogenannten Big-Five-Länder stimmberechtigt sind. Aufgrund einer Nachfrage der ARD wurde Deutschland ohne Auslosung das Stimmrecht im zweiten Halbfinale zugewiesen. Die anderen wurden gelost.
Auf Grundlage des Abstimmungsmusters der letzten elf Jahre wurden die 33 Länder der Halbfinale auf fünf Lostöpfe verteilt. Das deutsche Unternehmen Digame kam zu folgender Verteilung:
| Topf 1                                                                       | Topf 2                                                                    | Topf 3                                                                        | Topf 4                                                                | Topf 5                                                       |
| ---------------------------------------------------------------------------- | ------------------------------------------------------------------------- | ----------------------------------------------------------------------------- | --------------------------------------------------------------------- | ------------------------------------------------------------ |
| - Albanien - Malta - Mazedonien - Montenegro - Schweiz - Serbien - Slowenien | - Dänemark - Estland - Finnland - Island - Lettland - Norwegen - Schweden | - Armenien - Aserbaidschan - Belarus - Georgien - Israel - Litauen - Russland | - Belgien - Griechenland - Irland - Niederlande - San Marino - Zypern | - Moldau - Polen - Portugal - Rumänien - Tschechien - Ungarn |

### Erstes Halbfinale
Das erste Halbfinale fand am 19. Mai 2015 um 21:00 Uhr (MESZ) statt. Die zehn bestplatzierten Länder qualifizierten sich für das Finale. Sie sind hier hellgrün unterlegt.
In Georgien traten technische Probleme beim Televoting auf, wodurch nur die Jurystimmen gezählt wurden.
 Australien,  Frankreich,  Österreich,  Spanien und die Teilnehmerländer des ersten Halbfinals waren in diesem Halbfinale stimmberechtigt.
| Platz | Startnr. | Land         | Interpret                                 | Lied Musik (M) und Text (T) | Sprache             | Übersetzung (Inoffiziell)       | Punkte |
| ----- | -------- | ------------ | ----------------------------------------- | --- | ------------------- | ------------------------------- | ------ |
| 01.   | 12       | Russland     | Polina Gagarina Полина Гагарина           | A Million Voices M/T: Gabriel Alares, Joakim Björnberg, Katrina Noorbergen, Leonid Gutkin, Vladimir Matetsky | Englisch            | Eine Million Stimmen            | 182    |
| 02.   | 03       | Belgien      | Loïc Nottet                               | Rhythm Inside M: Loïc Nottet; T: Beverly Jo Scott | Englisch            | Rhythmus im Innern              | 149    |
| 03.   | 07       | Estland      | Elina Born & Stig Rästa                   | Goodbye to Yesterday M/T: Stig Rästa | Englisch            | Abschied von gestern            | 105    |
| 04.   | 16       | Georgien     | Nina Sublatti ნინა სუბლატი                | Warrior M: Nina Sublatti, Thomas G:son; T: Nina Sublatti | Englisch            | Kriegerin                       | 098    |
| 05.   | 15       | Rumänien     | Voltaj                                    | De la capăt – All Over Again M: Călin Gavril Goia, Gabriel Constantin, Adrian Cristescu, Silviu-Marian Păduraru, Victor-Răzvan Alstani; T: Călin Gavril Goia, Gabriel Constantin, Adrian Cristescu, Silviu-Marian Păduraru, Victor-Răzvan Alstani, Monica-Ana Stevens, Andrei-Mădălin Leonte | Rumänisch, Englisch | Von Anfang an – Dasselbe wieder | 089    |
| 06.   | 06       | Griechenland | Maria Elena Kyriakou Μαρία Έλενα Κυριάκου | One Last Breath M: Efthivoulos Theocharous, Maria Elena Kyriakou; T: Vangelis Konstantinidis, Evelina Tziora, | Englisch            | Ein letzter Atemzug             | 081    |
| 07.   | 02       | Armenien     | Genealogy                                 | Face the Shadow M: Armen Martirosyan; T: Inna Mkrtchyan | Englisch            | Stell dich dem Schatten         | 077    |
| 08.   | 10       | Ungarn       | Boggie                                    | Wars for Nothing M: Áron Sebestyén, Boglárka Csemer; T: Sára Hélène Bori | Englisch            | Kriege für nichts               | 067    |
| 09.   | 09       | Serbien      | Bojana Stamenov Бојана Стаменов           | Beauty Never Lies M: Vladimir Graić; T: Charlie Mason | Englisch            | Schönheit lügt nie              | 063    |
| 10.   | 14       | Albanien     | Elhaida Dani                              | I’m Alive M: Arber Elshani, Kristijan Lekaj (Zzap'n'Chriss); T: Sokol Marsi | Englisch            | Ich lebe                        | 062    |
| 11.   | 01       | Moldau       | Eduard Romanyuta Едуард Романюта          | I Want Your Love M/T: Erik Lewander, Hayley Aitken, Tom Andrews | Englisch            | Ich will deine Liebe            | 041    |
| 12.   | 11       | Belarus      | Uzari u. Maimuna Юзари и Маймуна          | Time M: Juryj Wiktarawitsch Naurozki; T: Geryiana, Maimuna Amadou Murashko | Englisch            | Zeit                            | 039    |
| 13.   | 13       | Dänemark     | Anti Social Media                         | The Way You Are M/T: Mikkel Remee Sigvardt, Chief 1 | Englisch            | So wie du bist                  | 033    |
| 14.   | 04       | Niederlande  | Trijntje Oosterhuis                       | Walk Along M: Tobias Karlsson; T: Anouk Teeuwe | Englisch            | Entlanggehen                    | 033    |
| 15.   | 08       | Mazedonien   | Daniel Kajmakoski Даниел Кајмакоски       | Autumn Leaves M: Joacim Persson, Robert Bilbilov; T: Joacim Persson | Englisch            | Herbstlaub                      | 028    |
| 16.   | 05       | Finnland     | Pertti Kurikan Nimipäivät                 | Aina mun pitää M/T: Pertti Kurikan Nimipäivät | Finnisch            | Ich muss immer                  | 013    |

### Punktetafel erstes Halbfinale
| Abstimmungsergebnisse | Abstimmungsergebnisse | Abstimmungsergebnisse | Abstimmungsergebnisse | Abstimmungsergebnisse | Abstimmungsergebnisse | Abstimmungsergebnisse | Abstimmungsergebnisse | Abstimmungsergebnisse | Abstimmungsergebnisse | Abstimmungsergebnisse | Abstimmungsergebnisse | Abstimmungsergebnisse | Abstimmungsergebnisse | Abstimmungsergebnisse | Abstimmungsergebnisse | Abstimmungsergebnisse | Abstimmungsergebnisse | Abstimmungsergebnisse | Abstimmungsergebnisse | Abstimmungsergebnisse | Abstimmungsergebnisse | Abstimmungsergebnisse | Abstimmungsergebnisse | Abstimmungsergebnisse | Abstimmungsergebnisse | Abstimmungsergebnisse |
| Startnr.              | Land                  | Platz                 | Ø Jury- platz         | Ø Tele- platz         | Punkte                | AL                    | AM                    | AU                    | BE                    | DK                    | EE                    | FI                    | FR                    | GE                    | GR                    | MK                    | MD                    | NL                    | AT                    | RO                    | RU                    | RS                    | ES                    | HU                    | BY                    | Votings               |
| --------------------- | --------------------- | --------------------- | --------------------- | --------------------- | --------------------- | --------------------- | --------------------- | --------------------- | --------------------- | --------------------- | --------------------- | --------------------- | --------------------- | --------------------- | --------------------- | --------------------- | --------------------- | --------------------- | --------------------- | --------------------- | --------------------- | --------------------- | --------------------- | --------------------- | --------------------- | --------------------- |
| 01                    | Moldau                | 11.                   | 10,27                 | 09,61                 | 041                   | 2                     | 6                     | –                     | –                     | –                     | –                     | –                     | –                     | 10                    | –                     | 5                     |                       | –                     | –                     | 8                     | –                     | 5                     | –                     | –                     | 5                     | 07                    |
| 02                    | Armenien              | 07.                   | 10,27                 | 07,72                 | 077                   | 5                     |                       | –                     | 12                    | –                     | –                     | –                     | 5                     | 8                     | 7                     | 7                     | 4                     | 5                     | –                     | 1                     | 12                    | –                     | 4                     | –                     | 7                     | 12                    |
| 03                    | Belgien               | 02.                   | 04,22                 | 04,72                 | 149                   | 6                     | 1                     | 8                     |                       | 12                    | 10                    | 12                    | 12                    | 5                     | 6                     | 6                     | 5                     | 12                    | 6                     | 7                     | 8                     | 7                     | 10                    | 10                    | 6                     | 19                    |
| 04                    | Niederlande           | 14.                   | 07,83                 | 11,27                 | 033                   | 1                     | –                     | –                     | 6                     | 7                     | 5                     | 3                     | 2                     | 2                     | –                     | 1                     | –                     |                       | –                     | 3                     | –                     | –                     | 3                     | –                     | –                     | 10                    |
| 05                    | Finnland              | 16.                   | 14,56                 | 08,27                 | 013                   | –                     | –                     | –                     | –                     | 2                     | 4                     |                       | –                     | –                     | –                     | –                     | –                     | –                     | –                     | –                     | –                     | 4                     | –                     | 2                     | 1                     | 05                    |
| 06                    | Griechenland          | 06.                   | 06,22                 | 08,16                 | 081                   | 12                    | 8                     | 6                     | 3                     | –                     | 1                     | 2                     | 3                     | 4                     |                       | 4                     | 3                     | 6                     | 4                     | 6                     | 5                     | 6                     | 2                     | 3                     | 3                     | 18                    |
| 07                    | Estland               | 03.                   | 08,83                 | 04,00                 | 105                   | –                     | 4                     | 5                     | 5                     | 8                     |                       | 8                     | 4                     | 3                     | 4                     | 2                     | 2                     | 8                     | 10                    | 2                     | 10                    | 2                     | 12                    | 8                     | 8                     | 18                    |
| 08                    | Mazedonien            | 15.                   | 11,33                 | 12,67                 | 028                   | 10                    | –                     | 3                     | –                     | –                     | 2                     | –                     | –                     | –                     | –                     |                       | 1                     | –                     | –                     | –                     | –                     | 12                    | –                     | –                     | –                     | 05                    |
| 09                    | Serbien               | 09.                   | 10,11                 | 06,83                 | 063                   | –                     | 5                     | 12                    | –                     | 1                     | –                     | 4                     | 1                     | –                     | 2                     | 12                    | –                     | 7                     | 7                     | –                     | 4                     |                       | –                     | 4                     | 4                     | 12                    |
| 10                    | Ungarn                | 08.                   | 08,38                 | 08,94                 | 067                   | 3                     | –                     | 2                     | 4                     | 4                     | 12                    | 7                     | 6                     | –                     | –                     | –                     | –                     | 4                     | 5                     | 10                    | 2                     | 8                     | –                     |                       | –                     | 12                    |
| 11                    | Belarus               | 12.                   | 08,67                 | 12,38                 | 039                   | –                     | 7                     | –                     | –                     | 3                     | –                     | –                     | –                     | 12                    | 3                     | –                     | 8                     | –                     | –                     | –                     | 6                     | –                     | –                     | –                     |                       | 06                    |
| 12                    | Russland              | 01.                   | 03,16                 | 03,44                 | 182                   | 7                     | 10                    | 10                    | 8                     | 10                    | 8                     | 10                    | 10                    | 7                     | 12                    | 8                     | 7                     | 10                    | 12                    | 12                    |                       | 10                    | 7                     | 12                    | 12                    | 19                    |
| 13                    | Dänemark              | 13.                   | 08,89                 | 10,67                 | 033                   | –                     | 2                     | 4                     | 1                     |                       | 7                     | 1                     | –                     | –                     | 1                     | –                     | –                     | 3                     | 1                     | 5                     | –                     | –                     | 1                     | 7                     | –                     | 11                    |
| 14                    | Albanien              | 10.                   | 08,94                 | 09,05                 | 062                   |                       | –                     | –                     | 10                    | –                     | –                     | –                     | 7                     | 6                     | 10                    | 10                    | 6                     | –                     | 3                     | –                     | 3                     | –                     | 6                     | 1                     | –                     | 10                    |
| 15                    | Rumänien              | 05.                   | 08,16                 | 06,11                 | 089                   | 8                     | 3                     | 1                     | 7                     | 6                     | 3                     | 6                     | 8                     | 1                     | 5                     | –                     | 12                    | 2                     | 8                     |                       | 1                     | 3                     | 8                     | 5                     | 2                     | 18                    |
| 16                    | Georgien              | 04.                   | 07,00                 | 06,33                 | 098                   | 4                     | 12                    | 7                     | 2                     | 5                     | 6                     | 5                     | –                     |                       | 8                     | 3                     | 10                    | 1                     | 2                     | 4                     | 7                     | 1                     | 5                     | 6                     | 10                    | 18                    |

- Die wenigsten Gesamt-Votings:  Finnland und  Mazedonien – 5
- Die wenigsten Gesamt-Punkte:  Finnland – 13
- Die meisten Gesamt-Votings:  Belgien und  Russland – 19
- Die meisten Gesamt-Punkte:  Russland – 182

### Statistik der Zwölf-Punkte-Vergabe (Erstes Halbfinale)
Fettgeschriebene Länder haben das Finale erreicht.
| Anzahl | Land         | erhalten von                                        |
| ------ | ------------ | --------------------------------------------------- |
| 5      | Russland     | Belarus, Griechenland, Rumänien, Österreich, Ungarn |
| 4      | Belgien      | Dänemark, Finnland, Frankreich, Niederlande         |
| 2      | Armenien     | Belgien, Russland                                   |
| 2      | Serbien      | Australien, Mazedonien                              |
| 1      | Belarus      | Georgien                                            |
| 1      | Estland      | Spanien                                             |
| 1      | Georgien     | Armenien                                            |
| 1      | Griechenland | Albanien                                            |
| 1      | Mazedonien   | Serbien                                             |
| 1      | Rumänien     | Moldau                                              |
| 1      | Ungarn       | Estland                                             |

### Zweites Halbfinale
Das zweite Halbfinale fand am 21. Mai 2015 um 21:00 Uhr (MESZ) statt. Die zehn bestplatzierten Länder qualifizierten sich für das Finale. Sie sind hier hellgrün unterlegt.
In Aserbaidschan, Montenegro und San Marino traten technische Probleme beim Televoting auf, wodurch nur die Jurystimmen gezählt wurden.
 Australien,  Deutschland,  Italien, das  Vereinigte Königreich und die Teilnehmerländer des zweiten Halbfinals waren in diesem Halbfinale stimmberechtigt.
| Platz | Startnr. | Land          | Interpret                            | Lied Musik (M) und Text (T) | Sprache         | Übersetzung (Inoffiziell)            | Punkte |
| ----- | -------- | ------------- | ------------------------------------ | --- | --------------- | ------------------------------------ | ------ |
| 01.   | 13       | Schweden      | Måns Zelmerlöw                       | Heroes M/T: Linnea Deb, Joy Deb, Anton Hård af Segerstad | Englisch        | Helden                               | 217    |
| 02.   | 10       | Lettland      | Aminata                              | Love Injected M/T: Aminata Savadogo | Englisch        | Injizierte Liebe                     | 155    |
| 03.   | 09       | Israel        | Nadav Guedj נדב גדג'                 | Golden Boy M/T: Doron Medalie | Englisch        | Goldjunge                            | 151    |
| 04.   | 06       | Norwegen      | Mørland & Debrah Scarlett            | A Monster Like Me M/T: Kjetil Mørland | Englisch        | Ein Monster wie ich                  | 123    |
| 05.   | 16       | Slowenien     | Maraaya                              | Here For You M: Raay, Marjetka Vovk; T: Charlie Mason, Raay | Englisch        | Für dich da                          | 092    |
| 06.   | 15       | Zypern        | John Karayiannis Γιάννης Καραγιάννης | One Thing I Should Have Done M/T: Mike Connaris | Englisch        | Eine Sache, die ich hätte tun sollen | 087    |
| 07.   | 01       | Litauen       | Monika Linkytė u. Vaidas Baumila     | This Time M: Vytautas Bikus; T: Monika Liubinaitė | Englisch        | Dieses Mal                           | 067    |
| 08.   | 17       | Polen         | Monika Kuszyńska                     | In the Name of Love M: Jakub „Kuba“ Raczyński; T: Monika Kuszyńska | Englisch        | Im Namen der Liebe                   | 057    |
| 09.   | 04       | Montenegro    | Knez Кнез                            | Adio M: Željko Joksimović; T: Marina Tucaković, Dejan Ivanović | Montenegrinisch | Abschied                             | 057    |
| 10.   | 11       | Aserbaidschan | Elnur Huseynov                       | Hour of the Wolf M: Nicolas Rebscher, Nicklas Lif, Lina Hansson; T: Nicolas Rebscher, Nicklas Lif, Lina Hansson, Sandra Bjurman                                            | Englisch        | Stunde des Wolfs                     | 053    |
| 11.   | 05       | Malta         | Amber                                | Warrior M: Elton Zarb; T: Matt „Muxu“ Mercieca | Englisch        | Kriegerin                            | 043    |
| 12.   | 02       | Irland        | Molly Sterling                       | Playing with Numbers M/T: Greg French, Molly Sterling | Englisch        | Spielen mit Zahlen                   | 035    |
| 13.   | 08       | Tschechien    | Marta Jandová u. Václav Noid Bárta   | Hope Never Dies M: Václav Noid Bárta; T: Tereza Šoralová | Englisch        | Hoffnung stirbt nie                  | 033    |
| 14.   | 07       | Portugal      | Leonor Andrade                       | Há um mar que nos separa M/T: Miguel Gameiro | Portugiesisch   | Es gibt ein Meer, das uns trennt     | 019    |
| 15.   | 12       | Island        | María Ólafs                          | Unbroken M: Ásgeir Orri Ásgeirsson, Pálmi Ragnar Ásgeirsson, Sæþór Kristjánsson; T: Ásgeir Orri Ásgeirsson, Pálmi Ragnar Ásgeirsson, Sæþór Kristjánsson, María Ólafsdóttir | Englisch        | Ungebrochen                          | 014    |
| 16.   | 03       | San Marino    | Anita Simoncini u. Michele Perniola  | Chain of Lights M: Ralph Siegel; T: John O’Flynn | Englisch        | Lichterkette                         | 011    |
| 17.   | 14       | Schweiz       | Mélanie René                         | Time to Shine M/T: Mélanie René | Englisch        | Zeit zu glänzen                      | 004    |

### Punktetafel zweites Halbfinale
| Abstimmungsergebnisse | Abstimmungsergebnisse | Abstimmungsergebnisse | Abstimmungsergebnisse | Abstimmungsergebnisse | Abstimmungsergebnisse | Abstimmungsergebnisse | Abstimmungsergebnisse | Abstimmungsergebnisse | Abstimmungsergebnisse | Abstimmungsergebnisse | Abstimmungsergebnisse | Abstimmungsergebnisse | Abstimmungsergebnisse | Abstimmungsergebnisse | Abstimmungsergebnisse | Abstimmungsergebnisse | Abstimmungsergebnisse | Abstimmungsergebnisse | Abstimmungsergebnisse | Abstimmungsergebnisse | Abstimmungsergebnisse | Abstimmungsergebnisse | Abstimmungsergebnisse | Abstimmungsergebnisse | Abstimmungsergebnisse | Abstimmungsergebnisse | Abstimmungsergebnisse |
| Startnr.              | Land                  | Platz                 | Ø Jury- platz         | Ø Tele- platz         | Punkte                | AZ                    | AU                    | DE                    | IE                    | IS                    | IL                    | IT                    | LV                    | LT                    | MT                    | ME                    | NO                    | PL                    | PT                    | SM                    | SE                    | CH                    | SI                    | CZ                    | UK                    | CY                    | Votings               |
| --------------------- | --------------------- | --------------------- | --------------------- | --------------------- | --------------------- | --------------------- | --------------------- | --------------------- | --------------------- | --------------------- | --------------------- | --------------------- | --------------------- | --------------------- | --------------------- | --------------------- | --------------------- | --------------------- | --------------------- | --------------------- | --------------------- | --------------------- | --------------------- | --------------------- | --------------------- | --------------------- | --------------------- |
| 01                    | Litauen               | 07.                   | 08,70                 | 05,40                 | 067                   | 7                     | 4                     | –                     | 7                     | 4                     | 4                     | –                     | 10                    |                       | 4                     | –                     | 10                    | –                     | –                     | 3                     | –                     | 3                     | –                     | 1                     | 3                     | 7                     | 13                    |
| 02                    | Irland                | 12.                   | 07,10                 | 10,85                 | 035                   | 2                     | –                     | 2                     |                       | –                     | –                     | –                     | 4                     | 2                     | –                     | 2                     | –                     | –                     | –                     | 5                     | 3                     | –                     | 1                     | 5                     | 8                     | 1                     | 11                    |
| 03                    | San Marino            | 16.                   | 14,75                 | 12,50                 | 011                   | –                     | –                     | –                     | –                     | –                     | –                     | 6                     | –                     | –                     | –                     | 5                     | –                     | –                     | –                     |                       | –                     | –                     | –                     | –                     | –                     | –                     | 02                    |
| 04                    | Montenegro            | 09.                   | 09,95                 | 08,40                 | 057                   | 10                    | –                     | –                     | –                     | –                     | 7                     | 4                     | 2                     | –                     | –                     |                       | 3                     | –                     | 5                     | –                     | 7                     | 1                     | 10                    | 6                     | –                     | 2                     | 11                    |
| 05                    | Malta                 | 11.                   | 07,20                 | 10,85                 | 043                   | –                     | 3                     | –                     | 3                     | –                     | 10                    | 1                     | –                     | –                     |                       | 10                    | –                     | –                     | –                     | 7                     | –                     | –                     | –                     | 4                     | 5                     | –                     | 08                    |
| 06                    | Norwegen              | 04.                   | 04,65                 | 05,00                 | 123                   | –                     | 8                     | 7                     | 4                     | 10                    | 1                     | 2                     | 7                     | 8                     | 5                     | 6                     |                       | 6                     | 8                     | 8                     | 12                    | 10                    | 6                     | 7                     | 2                     | 6                     | 19                    |
| 07                    | Portugal              | 14.                   | 11,25                 | 10,40                 | 019                   | 3                     | –                     | 1                     | –                     | –                     | –                     | –                     | –                     | –                     | –                     | 4                     | –                     | –                     |                       | –                     | –                     | 6                     | 4                     | –                     | 1                     | –                     | 06                    |
| 08                    | Tschechien            | 13.                   | 10,50                 | 07,40                 | 033                   |                       | –                     | 4                     | 1                     | –                     | 8                     | –                     | 1                     | –                     | 1                     | 1                     | –                     | 8                     | 1                     | 4                     | 1                     | –                     | 3                     |                       | –                     | –                     | 11                    |
| 09                    | Israel                | 03.                   | 05,70                 | 02,80                 | 151                   | 8                     | 7                     | 8                     | 8                     | 8                     |                       | 12                    | 3                     | 4                     | 10                    | 3                     | 8                     | 10                    | 10                    | 6                     | 10                    | 7                     | 5                     | 2                     | 12                    | 10                    | 20                    |
| 10                    | Lettland              | 02.                   | 03,95                 | 04,45                 | 155                   | 6                     | 10                    | 10                    | 12                    | 7                     | 2                     | 8                     |                       | 12                    | 7                     | –                     | 7                     | 7                     | 7                     | 10                    | 8                     | 8                     | 8                     | 8                     | 10                    | 8                     | 19                    |
| 11                    | Aserbaidschan         | 10.                   | 08,15                 | 09,65                 | 053                   |                       | 2                     | –                     | –                     | 2                     | 3                     | –                     | –                     | 6                     | 8                     | 7                     | –                     | 3                     | 3                     | –                     | 4                     | –                     | –                     | 10                    | –                     | 5                     | 11                    |
| 12                    | Island                | 15.                   | 12,40                 | 09,90                 | 014                   | 5                     | –                     | –                     | 2                     |                       | –                     | –                     | –                     | 1                     | –                     | –                     | 2                     | 2                     | –                     | –                     | 2                     | –                     | –                     | –                     | –                     | –                     | 06                    |
| 13                    | Schweden              | 01.                   | 02,00                 | 01,75                 | 217                   | 4                     | 12                    | 12                    | 10                    | 12                    | 12                    | 10                    | 12                    | 10                    | 12                    | 8                     | 12                    | 12                    | 12                    | 12                    |                       | 12                    | 12                    | 12                    | 7                     | 12                    | 20                    |
| 14                    | Schweiz               | 17.                   | 11,90                 | 10,95                 | 004                   | 1                     | –                     | –                     | –                     | 1                     | –                     | –                     | –                     | –                     | –                     | –                     | 1                     | 1                     | –                     | –                     | –                     |                       | –                     | –                     | –                     | –                     | 04                    |
| 15                    | Zypern                | 06.                   | 07,85                 | 05,45                 | 087                   | –                     | 6                     | 5                     | 6                     | 5                     | 5                     | 7                     | 6                     | 3                     | 2                     | –                     | 6                     | 4                     | 6                     | 2                     | 6                     | 5                     | 7                     | –                     | 6                     |                       | 18                    |
| 16                    | Slowenien             | 05.                   | 07,30                 | 05,90                 | 092                   | 12                    | 5                     | 6                     | –                     | 6                     | 6                     | 3                     | 8                     | 7                     | 3                     | 12                    | 4                     | 5                     | 4                     | 1                     | –                     | 4                     |                       | 3                     | –                     | 3                     | 18                    |
| 17                    | Polen                 | 08.                   | 11,95                 | 04,15                 | 057                   | –                     | 1                     | 3                     | 5                     | 3                     | –                     | 5                     | 5                     | 5                     | 6                     | –                     | 5                     |                       | 2                     | –                     | 5                     | 2                     | 2                     | –                     | 4                     | 4                     | 15                    |

- Die wenigsten Gesamt-Votings:  San Marino – 2
- Die wenigsten Gesamt-Punkte:  Schweiz – 4
- Die meisten Gesamt-Votings:  Israel und  Schweden – 20
- Die meisten Gesamt-Punkte:  Schweden – 217

### Statistik der Zwölf-Punkte-Vergabe (Zweites Halbfinale)
Fettgeschriebene Länder haben das Finale erreicht.
| Anzahl | Land      | erhalten von |
| ------ | --------- | --- |
| 14     | Schweden  | Australien, Deutschland, Island, Israel, Lettland, Malta, Norwegen, Polen, Portugal, San Marino, Schweiz, Slowenien, Tschechien, Zypern |
| 02     | Israel    | Italien, Vereinigtes Königreich |
| 02     | Lettland  | Irland, Litauen |
| 02     | Slowenien | Aserbaidschan, Montenegro |
| 01     | Norwegen  | Schweden |

## Finale
Das Finale fand am 23. Mai 2015 um 21:00 Uhr (MESZ) statt.
 Estland,  Litauen,  Belgien und  Georgien nahmen nach zwei Jahren,  Albanien,  Zypern und  Serbien nach drei Jahren,  Israel nach fünf Jahren und  Lettland nach sieben Jahren wieder am Finale teil. Albanien, Israel, Estland, Litauen, Lettland, Belgien und Georgien schieden in den jeweiligen genannten Zeiträumen bereits im Halbfinale aus. Zypern und Serbien schieden jeweils einmal aus und setzten einmal aus.  Australien nahm 2015 erstmals am Finale teil.
Die Länder der Big Five (Deutschland, Frankreich, Vereinigtes Königreich, Spanien, Italien), Australien und das Gastgeberland Österreich waren direkt für das Finale qualifiziert. Hinzu kamen je zehn Länder aus den beiden Halbfinals, so dass im Finale 27 Länder antraten, so viele wie noch nie zuvor.
Das Finale begann mit einem Einspieler, in dem zu Anfang die Wiener Philharmoniker Musik von Wolfgang Amadeus Mozart und Ludwig van Beethoven präsentierten. Im Anschluss wurden Menschen aus allen österreichischen Bundesländern gezeigt, die das offizielle Logo der Veranstaltung „The Sphere“ formen. Die Eröffnungsfeier endete in der Wiener Stadthalle, wo ein Teil des Liedes Merci, Chérie des ersten Gewinners für Österreich, Udo Jürgens, zu hören war. Es wurde von Lidia Baich auf der Violine gespielt.
Danach sang Vorjahresgewinnerin Conchita Wurst zusammen mit dem Rapper Left Boy, den Wiener Sängerknaben und dem multinationalen „Superar“-Chor die offizielle Hymne des Wettbewerbs (Musik: David Bronner, Dorothee Freiberger, Kurt Pongratz; Text: David Malin), Building Bridges. Dabei wurden sie vom ORF-Radio-Sinfonieorchester begleitet. Der Höhepunkt der Eröffnung war der Gang der Finalteilnehmer über die Magic Bridge durchs Publikum auf die Showbühne.
Während des Televotings trat der Schlagzeuger Martin Grubinger auf und präsentierte ein neunminütiges Trommel-Medley klassischer Sinfonien (2. Sinfonie (Mahler), 8. Sinfonie (Bruckner) und 3. Sinfonie (Mahler)), die auf moderne Weise interpretiert wurden.

### Ergebnisliste
| Platz | Startnr. | Land                   | Interpret                                 | Lied Musik (M) und Text (T) | Sprache             | Übersetzung (Inoffiziell)            | Punkte | Bild                             |
| ----- | -------- | ---------------------- | ----------------------------------------- | --- | ------------------- | ------------------------------------ | ------ | -------------------------------- |
| 01.   | 10       | Schweden               | Måns Zelmerlöw                            | Heroes M/T: Linnea Deb, Joy Deb, Anton Hård af Segerstad | Englisch            | Helden                               | 365    | Måns Zelmerlöw                   |
| 02.   | 25       | Russland               | Polina Gagarina                           | A Million Voices M/T: Gabriel Alares, Joakim Björnberg, Katrina Noorbergen, Leonid Gutkin, Wladimir Matezki | Englisch            | Eine Million Stimmen                 | 303    | Polina Gagarina                  |
| 03.   | 27       | Italien                | Il Volo                                   | Grande amore M/T: Francesco Boccia, Ciro Esposito | Italienisch         | Große Liebe                          | 292    | Il Volo                          |
| 04.   | 13       | Belgien                | Loïc Nottet                               | Rhythm Inside M: Loïc Nottet; T: Beverly Jo Scott | Englisch            | Rhythmus im Innern                   | 217    | Loïc Nottet                      |
| 05.   | 12       | Australien             | Guy Sebastian                             | Tonight Again M/T: Guy Sebastian, David Ryan Harris, Louis Schoorl | Englisch            | Heute Abend noch einmal              | 196    |                                  |
| 06.   | 19       | Lettland               | Aminata                                   | Love Injected M/T: Aminata Savadogo | Englisch            | Injizierte Liebe                     | 186    | Aminata                          |
| 07.   | 04       | Estland                | Elina Born & Stig Rästa                   | Goodbye to Yesterday M/T: Stig Rästa | Englisch            | Abschied von gestern                 | 106    | Elina Born u. Stig Rästa         |
| 08.   | 09       | Norwegen               | Mørland & Debrah Scarlett                 | A Monster Like Me M/T: Kjetil Mørland | Englisch            | Ein Monster wie ich                  | 102    | Mørland u. Debrah Scarlett       |
| 09.   | 03       | Israel                 | Nadav Guedj נדב גדג'                      | Golden Boy M/T: Doron Medalie | Englisch            | Goldjunge                            | 097    |                                  |
| 10.   | 08       | Serbien                | Bojana Stamenov                           | Beauty Never Lies M: Vladimir Graić; T: Charlie Mason | Englisch            | Schönheit lügt nie                   | 053    | Bojana Stamenov                  |
| 11.   | 23       | Georgien               | Nina Sublatti ნინა სუბლატი                | Warrior M: Nina Sublatti, Thomas G:son; T: Nina Sublatti | Englisch            | Kriegerin                            | 051    | Nina Sublatti                    |
| 12.   | 24       | Aserbaidschan          | Elnur Huseynov                            | Hour of the Wolf M: Nicolas Rebscher, Nicklas Lif, Lina Hansson; T: Sandra Bjurman, Nicolas Rebscher, Nicklas Lif, Lina Hansson | Englisch            | Stunde des Wolfs                     | 049    |                                  |
| 13.   | 16       | Montenegro             | Knez                                      | Adio M: Željko Joksimović; T: Marina Tucaković, Dejan Ivanović | Montenegrinisch     | Abschied                             | 044    |                                  |
| 14.   | 01       | Slowenien              | Maraaya                                   | Here For You M: Raay, Marjetka Vovk; T: Charlie Mason, Raay | Englisch            | Für dich da                          | 039    |                                  |
| 15.   | 20       | Rumänien               | Voltaj                                    | De la capăt – All Over Again M: Călin Gavril Goia, Gabriel Constantin, Adrian Cristescu, Silviu-Marian Păduraru, Victor-Răzvan Alstani; T: Călin Gavril Goia, Gabriel Constantin, Adrian Cristescu, Silviu-Marian Păduraru, Victor-Răzvan Alstani, Monica-Ana Stevens, Andrei-Mădălin Leonte | Rumänisch, Englisch | Von Anfang an – Dasselbe wieder      | 035    |                                  |
| 16.   | 06       | Armenien               | Genealogy                                 | Face the Shadow M: Armen Martirosyan; T: Inna Mkrtchyan | Englisch            | Stell dich dem Schatten              | 034    |                                  |
| 17.   | 26       | Albanien               | Elhaida Dani                              | I’m Alive M: Arber Elshani, Kristijan Lekaj (Zzap’n’Chriss); T: Sokol Marsi | Englisch            | Ich lebe                             | 034    | Elhaida Dani                     |
| 18.   | 07       | Litauen                | Monika Linkytė u. Vaidas Baumila          | This Time M: Vytautas Bikus; T: Monika Liubinaitė | Englisch            | Dieses Mal                           | 030    | Monika Linkytė u. Vaidas Baumila |
| 19.   | 15       | Griechenland           | Maria Elena Kyriakou Μαρία Έλενα Κυριάκου | One Last Breath M: Efthivoulos Theocharous, Maria Elena Kyriakou; T: Vangelis Konstantinidis, Evelina Tziora | Englisch            | Ein letzter Atemzug                  | 023    | Maria Elena Kyriakou             |
| 20.   | 22       | Ungarn                 | Boggie                                    | Wars for Nothing M: Áron Sebestyén, Boglárka Csemer; T: Sára Hélène Bori | Englisch            | Kriege für nichts                    | 019    | Boggie                           |
| 21.   | 21       | Spanien                | Edurne                                    | Amanecer M: Tony Sánchez-Olsson, Peter Boström, Thomas G:son; T: Tony Sánchez-Olsson | Spanisch            | Dämmerung                            | 015    |                                  |
| 22.   | 11       | Zypern                 | John Karayiannis Γιάννης Καραγιάννης      | One Thing I Should Have Done M/T: Mike Connaris | Englisch            | Eine Sache, die ich hätte tun sollen | 011    |                                  |
| 23.   | 18       | Polen                  | Monika Kuszyńska                          | In the Name of Love M: Jakub Raczyński; T: Monika Kuszyńska | Englisch            | Im Namen der Liebe                   | 010    | Monika Kuszyńska                 |
| 24.   | 05       | Vereinigtes Königreich | Electro Velvet                            | Still In Love With You M/T: David Mindel, Adrian Bax White | Englisch            | Immer noch in dich verliebt          | 005    |                                  |
| 25.   | 02       | Frankreich             | Lisa Angell                               | N’oubliez pas M: Michel Illouz, Robert Goldman; T: Robert Goldman, Laure Izon | Französisch         | Vergesst nicht                       | 004    |                                  |
| 26. a | 14       | Österreich             | The Makemakes                             | I Am Yours M/T: Jimmy Harry, The Makemakes | Englisch            | Ich gehöre dir                       | 000    |                                  |
| 27. a | 17       | Deutschland            | Ann Sophie                                | Black Smoke M/T: Michael Harwood, Ella McMahon, Tonino Speciale | Englisch            | Schwarzer Rauch                      | 000    |                                  |

### Punktetafel Finale
| Land | Abstimmungsergebnisse | Abstimmungsergebnisse | Abstimmungsergebnisse | Abstimmungsergebnisse | Abstimmungsergebnisse | Abstimmungsergebnisse | Abstimmungsergebnisse | Abstimmungsergebnisse | Abstimmungsergebnisse | Abstimmungsergebnisse | Abstimmungsergebnisse | Abstimmungsergebnisse | Abstimmungsergebnisse | Abstimmungsergebnisse | Abstimmungsergebnisse | Abstimmungsergebnisse | Abstimmungsergebnisse | Abstimmungsergebnisse | Abstimmungsergebnisse | Abstimmungsergebnisse | Abstimmungsergebnisse | Abstimmungsergebnisse | Abstimmungsergebnisse | Abstimmungsergebnisse | Abstimmungsergebnisse | Abstimmungsergebnisse | Abstimmungsergebnisse | Abstimmungsergebnisse | Abstimmungsergebnisse | Abstimmungsergebnisse | Abstimmungsergebnisse | Abstimmungsergebnisse | Abstimmungsergebnisse | Abstimmungsergebnisse | Abstimmungsergebnisse | Abstimmungsergebnisse | Abstimmungsergebnisse | Abstimmungsergebnisse | Abstimmungsergebnisse | Abstimmungsergebnisse | Abstimmungsergebnisse | Abstimmungsergebnisse |
| Land | Punkte                | ME                    | MT                    | FI                    | GR                    | PT                    | RO                    | BY                    | AL                    | MD                    | AZ                    | LV                    | RS                    | EE                    | DK                    | CH                    | BE                    | FR                    | AM                    | IE                    | SE                    | DE                    | AU                    | CZ                    | ES                    | AT                    | MK                    | SI                    | HU                    | UK                    | GE                    | LT                    | NL                    | PL                    | IL                    | RU                    | SM                    | IT                    | IS                    | CY                    | NO                    | Votings               |
| --- | --------------------- | --------------------- | --------------------- | --------------------- | --------------------- | --------------------- | --------------------- | --------------------- | --------------------- | --------------------- | --------------------- | --------------------- | --------------------- | --------------------- | --------------------- | --------------------- | --------------------- | --------------------- | --------------------- | --------------------- | --------------------- | --------------------- | --------------------- | --------------------- | --------------------- | --------------------- | --------------------- | --------------------- | --------------------- | --------------------- | --------------------- | --------------------- | --------------------- | --------------------- | --------------------- | --------------------- | --------------------- | --------------------- | --------------------- | --------------------- | --------------------- | --------------------- |
| Slowenien | 039                   | 4                     | –                     | 1                     | –                     | –                     | –                     | –                     | –                     | –                     | 3                     | 3                     | 5                     | –                     | –                     | –                     | –                     | –                     | –                     | –                     | 1                     | –                     | –                     | –                     | –                     | –                     | 8                     |                       | –                     | –                     | –                     | 4                     | –                     | 1                     | 6                     | –                     | –                     | –                     | 2                     | –                     | 1                     | 12                    |
| Frankreich | 004                   | –                     | –                     | –                     | –                     | –                     | –                     | –                     | –                     | –                     | –                     | –                     | –                     | –                     | –                     | –                     | –                     |                       | 3                     | –                     | –                     | –                     | –                     | –                     | –                     | –                     | –                     | –                     | –                     | –                     | –                     | –                     | –                     | –                     | –                     | –                     | 1                     | –                     | –                     | –                     | –                     | 02                    |
| Israel | 097                   | 3                     | 5                     | 3                     | –                     | 7                     | 1                     | 2                     | 5                     | –                     | 7                     | 1                     | 6                     | –                     | –                     | 3                     | –                     | –                     | –                     | –                     | 4                     | 5                     | 2                     | –                     | 1                     | 2                     | –                     | –                     | –                     | 5                     | 1                     | –                     | 5                     | 4                     |                       | –                     | 2                     | 8                     | 5                     | 6                     | 4                     | 25                    |
| Estland | 106                   | 1                     | 3                     | 10                    | –                     | 1                     | –                     | 7                     | 4                     | –                     | 4                     | 6                     | 2                     |                       | 6                     | –                     | 2                     | –                     | –                     | –                     | 3                     | 2                     | 3                     | –                     | 3                     | 6                     | 2                     | –                     | 7                     | –                     | 2                     | 8                     | 4                     | 2                     | 3                     | 7                     | –                     | 2                     | 1                     | 2                     | 3                     | 28                    |
| Vereinigtes Königreich | 005                   | –                     | 1                     | –                     | –                     | –                     | –                     | –                     | –                     | –                     | –                     | –                     | –                     | –                     | –                     | –                     | –                     | –                     | –                     | 1                     | –                     | –                     | –                     | –                     | –                     | –                     | –                     | –                     | –                     |                       | –                     | –                     | –                     | –                     | –                     | –                     | 3                     | –                     | –                     | –                     | –                     | 03                    |
| Armenien | 034                   | –                     | –                     | –                     | 1                     | –                     | –                     | 4                     | –                     | –                     | –                     | –                     | –                     | –                     | –                     | –                     | 3                     | 3                     |                       | –                     | –                     | –                     | –                     | 2                     | –                     | –                     | 3                     | –                     | –                     | –                     | 12                    | –                     | –                     | –                     | –                     | 6                     | –                     | –                     | –                     | –                     | –                     | 08                    |
| Litauen | 030                   | –                     | –                     | –                     | –                     | –                     | –                     | –                     | –                     | –                     | –                     | 7                     | –                     | 2                     | 1                     | –                     | –                     | –                     | –                     | 7                     | –                     | –                     | –                     | –                     | –                     | –                     | –                     | –                     | –                     | 4                     | 3                     |                       | –                     | –                     | –                     | –                     | –                     | –                     | –                     | –                     | 6                     | 07                    |
| Serbien | 053                   | 12                    | –                     | –                     | –                     | –                     | –                     | –                     | 2                     | –                     | –                     | –                     |                       | –                     | –                     | 5                     | –                     | –                     | –                     | –                     | –                     | –                     | 5                     | 3                     | –                     | 3                     | 10                    | 6                     | –                     | 1                     | –                     | –                     | 1                     | –                     | 2                     | –                     | –                     | 3                     | –                     | –                     | –                     | 12                    |
| Norwegen | 102                   | –                     | 2                     | 4                     | –                     | 6                     | 6                     | –                     | –                     | –                     | –                     | 2                     | –                     | 4                     | 3                     | 10                    | –                     | –                     | –                     | 4                     | 7                     | 4                     | 4                     | –                     | 2                     | 4                     | –                     | 4                     | 4                     | –                     | –                     | 5                     | 3                     | 3                     | –                     | –                     | 6                     | 5                     | 10                    | –                     |                       | 22                    |
| Schweden | 365                   | 5                     | 10                    | 12                    | 4                     | 8                     | 8                     | 10                    | 7                     | 8                     | 6                     | 12                    | 8                     | 10                    | 12                    | 12                    | 12                    | 8                     | 7                     | 10                    |                       | 10                    | 12                    | 10                    | 8                     | 7                     | 5                     | 12                    | 10                    | 12                    | 7                     | 10                    | 10                    | 12                    | 10                    | 8                     | 7                     | 12                    | 12                    | 10                    | 12                    | 39                    |
| Zypern | 011                   | –                     | –                     | –                     | 10                    | –                     | –                     | –                     | –                     | –                     | –                     | –                     | –                     | –                     | –                     | –                     | –                     | –                     | –                     | –                     | –                     | –                     | –                     | –                     | –                     | –                     | –                     | 1                     | –                     | –                     | –                     | –                     | –                     | –                     | –                     | –                     | –                     | –                     |                       | –                     | –                     | 02                    |
| Australien | 196                   | –                     | 6                     | 5                     | 5                     | –                     | 2                     | 6                     | 3                     | 4                     | –                     | 5                     | 3                     | 5                     | 8                     | 8                     | 4                     | 2                     | 1                     | 5                     | 12                    | 7                     |                       | –                     | 7                     | 12                    | –                     | 2                     | 8                     | 10                    | –                     | 3                     | 8                     | 8                     | 7                     | 4                     | 8                     | 6                     | 8                     | 4                     | 10                    | 33                    |
| Belgien | 217                   | –                     | –                     | 7                     | 7                     | 5                     | 7                     | 8                     | 1                     | 6                     | –                     | 4                     | 4                     | 7                     | 7                     | 2                     |                       | 12                    | 4                     | 2                     | 10                    | 8                     | 6                     | 6                     | 6                     | 5                     | 1                     | 3                     | 12                    | 3                     | 6                     | 7                     | 12                    | 5                     | 4                     | 10                    | 5                     | 7                     | 4                     | 7                     | 7                     | 36                    |
| Österreich | 000                   | –                     | –                     | –                     | –                     | –                     | –                     | –                     | –                     | –                     | –                     | –                     | –                     | –                     | –                     | –                     | –                     | –                     | –                     | –                     | –                     | –                     | –                     | –                     | –                     |                       | –                     | –                     | –                     | –                     | –                     | –                     | –                     | –                     | –                     | –                     | –                     | –                     | –                     | –                     | –                     | 0                     |
| Griechenland | 023                   | –                     | –                     | –                     |                       | –                     | –                     | –                     | 10                    | –                     | –                     | –                     | –                     | –                     | –                     | –                     | –                     | –                     | 5                     | –                     | –                     | –                     | –                     | –                     | –                     | –                     | –                     | –                     | –                     | –                     | –                     | –                     | –                     | –                     | –                     | –                     | –                     | –                     | –                     | 8                     | –                     | 03                    |
| Montenegro | 044                   |                       | –                     | –                     | –                     | –                     | –                     | –                     | 6                     | –                     | 2                     | –                     | 12                    | –                     | –                     | –                     | –                     | –                     | 8                     | –                     | 2                     | –                     | –                     | –                     | –                     | –                     | 4                     | 10                    | –                     | –                     | –                     | –                     | –                     | –                     | –                     | –                     | –                     | –                     | –                     | –                     | –                     | 07                    |
| Deutschland | 000                   | –                     | –                     | –                     | –                     | –                     | –                     | –                     | –                     | –                     | –                     | –                     | –                     | –                     | –                     | –                     | –                     | –                     | –                     | –                     | –                     |                       | –                     | –                     | –                     | –                     | –                     | –                     | –                     | –                     | –                     | –                     | –                     | –                     | –                     | –                     | –                     | –                     | –                     | –                     | –                     | 0                     |
| Polen | 010                   | –                     | –                     | –                     | –                     | –                     | –                     | –                     | –                     | –                     | –                     | –                     | –                     | –                     | –                     | –                     | –                     | 4                     | –                     | 3                     | –                     | –                     | –                     | –                     | –                     | –                     | –                     | –                     | –                     | 2                     | –                     | –                     | –                     |                       | –                     | –                     | –                     | 1                     | –                     | –                     | –                     | 04                    |
| Lettland | 186                   | –                     | 4                     | 6                     | 3                     | 2                     | 5                     | 5                     | –                     | 2                     | 5                     |                       | 1                     | 6                     | 4                     | 4                     | 7                     | 7                     | 2                     | 12                    | 5                     | 6                     | 7                     | 5                     | 4                     | 1                     | –                     | 7                     | 5                     | 7                     | 4                     | 12                    | 2                     | 10                    | –                     | 2                     | 12                    | 4                     | 7                     | 3                     | 8                     | 35                    |
| Rumänien | 035                   | –                     | –                     | –                     | –                     | 4                     |                       | –                     | –                     | 12                    | –                     | –                     | –                     | –                     | 2                     | –                     | 5                     | –                     | –                     | –                     | –                     | –                     | –                     | –                     | 5                     | –                     | –                     | –                     | 1                     | –                     | –                     | –                     | –                     | –                     | 5                     | –                     | –                     | –                     | –                     | 1                     | –                     | 08                    |
| Spanien | 015                   | 2                     | –                     | –                     | –                     | 3                     | –                     | –                     | –                     | 1                     | 1                     | –                     | –                     | –                     | –                     | 1                     | –                     | 5                     | –                     | –                     | –                     | –                     | –                     | –                     |                       | –                     | –                     | –                     | –                     | –                     | –                     | –                     | –                     | –                     | 1                     | 1                     | –                     | –                     | –                     | –                     | –                     | 08                    |
| Ungarn | 019                   | –                     | –                     | –                     | –                     | –                     | 4                     | –                     | –                     | –                     | –                     | –                     | –                     | 8                     | –                     | –                     | –                     | 1                     | –                     | –                     | –                     | 1                     | –                     | 1                     | –                     | –                     | –                     | –                     |                       | –                     | –                     | –                     | –                     | –                     | –                     | –                     | 4                     | –                     | –                     | –                     | –                     | 06                    |
| Georgien | 051                   | –                     | –                     | –                     | 2                     | –                     | –                     | 3                     | –                     | 5                     | 10                    | –                     | –                     | 1                     | –                     | –                     | 1                     | –                     | 10                    | –                     | –                     | –                     | 1                     | 4                     | –                     | –                     | –                     | –                     | 3                     | –                     |                       | 6                     | –                     | –                     | –                     | 5                     | –                     | –                     | –                     | –                     | –                     | 12                    |
| Aserbaidschan | 049                   | 8                     | 8                     | –                     | –                     | –                     | 3                     | –                     | –                     | 3                     |                       | –                     | –                     | –                     | –                     | –                     | –                     | –                     | –                     | –                     | –                     | –                     | –                     | 12                    | –                     | –                     | –                     | –                     | –                     | –                     | 10                    | 2                     | –                     | –                     | –                     | 3                     | –                     | –                     | –                     | –                     | –                     | 08                    |
| Russland | 303                   | 7                     | 7                     | 8                     | 8                     | 10                    | 10                    | 12                    | 8                     | 10                    | 12                    | 10                    | 10                    | 12                    | 10                    | 7                     | 10                    | 10                    | 12                    | 8                     | 6                     | 12                    | 10                    | 8                     | 10                    | 8                     | 6                     | 5                     | 6                     | 6                     | 5                     | –                     | 6                     | 6                     | 8                     |                       | –                     | 10                    | 3                     | 5                     | 2                     | 37                    |
| Albanien | 034                   | 10                    | –                     | –                     | 6                     | –                     | –                     | –                     |                       | –                     | –                     | –                     | –                     | –                     | –                     | –                     | 6                     | –                     | –                     | –                     | –                     | –                     | –                     | –                     | –                     | –                     | 12                    | –                     | –                     | –                     | –                     | –                     | –                     | –                     | –                     | –                     | –                     | –                     | –                     | –                     | –                     | 04                    |
| Italien | 292                   | 6                     | 12                    | 2                     | 12                    | 12                    | 12                    | 1                     | 12                    | 7                     | 8                     | 8                     | 7                     | 3                     | 5                     | 6                     | 8                     | 6                     | 6                     | 6                     | 8                     | 3                     | 8                     | 7                     | 12                    | 10                    | 7                     | 8                     | 2                     | 8                     | 8                     | 1                     | 7                     | 7                     | 12                    | 12                    | 10                    |                       | 6                     | 12                    | 5                     | 39                    |
| Die Zeilen sind nach der Auftrittsreihenfolge geordnet. Die Spalten sind in der Reihenfolge der Punktevergabe nach geordnet (mit Ausnahme von Portugal, Estland und Georgien). |                       |                       |                       |                       |                       |                       |                       |                       |                       |                       |                       |                       |                       |                       |                       |                       |                       |                       |                       |                       |                       |                       |                       |                       |                       |                       |                       |                       |                       |                       |                       |                       |                       |                       |                       |                       |                       |                       |                       |                       |                       |                       |

In der Tabelle sind die niedrigsten (Hintergrund rot) und höchsten (Hintergrund grün) Gesamtwerte gekennzeichnet.
- Die wenigsten Jury-Punkte:  Polen – 2
- Die wenigsten Televoting-Punkte:  Österreich – 0
- Die wenigsten Gesamt-Votings:  Deutschland und  Österreich – 0
- Die wenigsten Gesamt-Punkte:  Deutschland und  Österreich – 0
- Die meisten Jury-Punkte:  Schweden – 363
- Die meisten Televoting-Punkte:  Italien – 366
- Die meisten Gesamt-Votings:  Schweden und  Italien – 39
- Die meisten Gesamt-Punkte:  Schweden – 365

Die Reihenfolge, in der die Länder ihre Punkte verkündeten, wurde auf Grundlage der Juryergebnisse aus der Jury-Show am Vortag so ermittelt, dass möglichst viel Spannung erzeugt wurde.
Am Anfang hatte Italien kurz die Führung mit Russland hin und her gewechselt. Mit der Stimmabgabe von Belarus (6. Bekanntgabe) ging Russland vorübergehend in Führung. Erst mit der Wertung des Vereinigten Königreichs (27. Bekanntgabe) ging Schweden in Führung blieb dort bis zum Schluss. Mit den Punkten aus Zypern (36. Bekanntgabe) stand Schweden als Sieger fest.
Während der Punktevergabe gab es technische Schwierigkeiten mit der Übertragung bei Portugal, Estland und Georgien (die als 5., 13. beziehungsweise 30. Wertung vorgesehen waren). Sie wurden deshalb zunächst übersprungen und am Ende der anderen Bekanntmachungen nachgeholt.
Kurz nach Abschluss der Veranstaltung wurden die Jurys von Mazedonien und Montenegro nachträglich disqualifiziert. Für beide Länder wurden nun nur Platzierungen des Televotings berücksichtigt.

### Statistik der Zwölf-Punkte-Vergabe (Finale)

Karte der Punktevergabe für den Siegertitel aus Schweden nach Ländern

| Anzahl | Land          | erhalten von |
| ------ | ------------- | --- |
| 12     | Schweden      | Australien, Belgien, Dänemark, Finnland, Island, Italien, Lettland, Norwegen, Polen, Schweiz, Slowenien, Vereinigtes Königreich |
| 09     | Italien       | Albanien, Griechenland, Israel, Malta, Portugal, Rumänien, Russland, Spanien, Zypern                                            |
| 05     | Russland      | Belarus, Armenien, Aserbaidschan, Deutschland, Estland                                                                          |
| 03     | Belgien       | Frankreich, Niederlande, Ungarn                                                                                                 |
| 03     | Lettland      | Irland, Litauen, San Marino |
| 02     | Australien    | Österreich, Schweden |
| 01     | Albanien      | Mazedonien |
| 01     | Armenien      | Georgien |
| 01     | Aserbaidschan | Tschechische Republik |
| 01     | Montenegro    | Serbien |
| 01     | Rumänien      | Moldau |
| 01     | Serbien       | Montenegro |

### Split-Ergebnisse zwischen Jury- und Televoting
Folgende Resultate hätte es bei reiner Jury- oder Zuschauerabstimmung gegeben:
| Finale | Finale                                      | Finale | Finale                                                 | Finale |
| Platz  | Televoting (inkl. Juryvoting in San Marino) | Punkte | Jury (inkl. Televoting in Monte- negro und Mazedonien) | Punkte |
| ------ | ------------------------------------------- | ------ | ------------------------------------------------------ | ------ |
| 01     | Italien                                     | 366    | Schweden                                               | 363    |
| 02     | Russland                                    | 286    | Lettland                                               | 249    |
| 03     | Schweden                                    | 279    | Russland                                               | 247    |
| 04     | Belgien                                     | 195    | Australien                                             | 224    |
| 05     | Estland                                     | 144    | Belgien                                                | 187    |
| 06     | Australien                                  | 132    | Italien                                                | 184    |
| 07     | Israel                                      | 104    | Norwegen                                               | 163    |
| 08     | Lettland                                    | 100    | Israel                                                 | 080    |
| 09     | Albanien                                    | 093    | Zypern                                                 | 063    |
| 10     | Serbien                                     | 086    | Georgien                                               | 062    |
| 11     | Armenien                                    | 077    | Estland                                                | 056    |
| 12     | Rumänien                                    | 069    | Montenegro                                             | 048    |
| 13     | Georgien                                    | 051    | Slowenien                                              | 048    |
| 14     | Aserbaidschan                               | 048    | Aserbaidschan                                          | 048    |
| 15     | Polen                                       | 047    | Österreich                                             | 040    |
| 16     | Litauen                                     | 044    | Serbien                                                | 034    |
| 17     | Norwegen                                    | 043    | Litauen                                                | 031    |
| 18     | Montenegro                                  | 034    | Ungarn                                                 | 029    |
| 19     | Slowenien                                   | 027    | Griechenland                                           | 029    |
| 20     | Spanien                                     | 026    | Albanien                                               | 026    |
| 21     | Griechenland                                | 024    | Deutschland                                            | 024    |
| 22     | Ungarn                                      | 021    | Frankreich                                             | 024    |
| 23     | Zypern                                      | 008    | Rumänien                                               | 021    |
| 24     | Vereinigtes Königreich                      | 007    | Armenien                                               | 018    |
| 25     | Deutschland                                 | 005    | Vereinigtes Königreich                                 | 012    |
| 26     | Frankreich                                  | 004    | Spanien                                                | 008    |
| 27     | Österreich                                  | 000    | Polen                                                  | 002    |

2015 war das erste Jahr seit der Einführung des 50/50-Votingverfahrens 2009, in dem Televoting- und Gesamtsieger nicht übereinstimmten.

### Punktesprecher
Als Punktesprecher wurden bevorzugt Personen eingesetzt, die einen Bezug zum Eurovision Song Contest haben. Da bei der Abstimmung die Leitungen nach Portugal, Estland und Georgien während der Vergabe abbrachen, wurden diese Stimmen nach der norwegischen Punkteverteilung nochmals genannt.
| Startnr. | Land                   | Punktesprecher          | Bekannt als                                                                 |
| -------- | ---------------------- | ----------------------- | --------------------------------------------------------------------------- |
| 01       | Montenegro             | Andrea Demirović        | Teilnehmerin 2009                                                           |
| 02       | Malta                  | Julie Zahra             | Teilnehmerin 2004                                                           |
| 03       | Finnland               | Krista Siegfrids        | Teilnehmerin 2013                                                           |
| 04       | Griechenland           | Elena Paparizou         | Teilnehmerin 2001 und Gewinnerin ESC 2005                                   |
| 05       | Portugal               | Suzy                    | Teilnehmerin 2014                                                           |
| 06       | Rumänien               | Sonia Argint Ionescu    | –                                                                           |
| 07       | Belarus                | Teo                     | Teilnehmer 2014                                                             |
| 08       | Albanien               | Andri Xhahu             | –                                                                           |
| 09       | Moldau                 | Olivia Furtuna          | –                                                                           |
| 10       | Aserbaidschan          | Tural Asadou            | –                                                                           |
| 11       | Lettland               | Markus Riva             | Teilnehmer beim lettischen Vorentscheid „Supernova 2015“ und „Dziesma 2014“ |
| 12       | Serbien                | Maja Nikolić            | Moderatorin des serbischen Vorentscheids „Odbrojavanje za Beč“              |
| 13       | Estland                | Tanja                   | Teilnehmerin 2014                                                           |
| 14       | Dänemark               | Basim                   | Teilnehmer 2014                                                             |
| 15       | Schweiz                | Laetitia Guarino        | –                                                                           |
| 16       | Belgien                | Walid                   | –                                                                           |
| 17       | Frankreich             | Virginie Guilhaume      | –                                                                           |
| 18       | Armenien               | Lilit Muradyan          | –                                                                           |
| 19       | Irland                 | Nicky Byrne             | Teilnehmer 2016                                                             |
| 20       | Schweden               | Mariette Hansson        | Teilnehmerin beim schwedischen Vorentscheid „Melodifestivalen 2015“         |
| 21       | Deutschland            | Barbara Schöneberger    | Moderatorin des deutschen Vorentscheides „Unser Song für Österreich“        |
| 22       | Australien             | Lee Lin Chin            | –                                                                           |
| 23       | Tschechien             | Daniela Písařovicová    | –                                                                           |
| 24       | Spanien                | Lara Siscar             | –                                                                           |
| 25       | Österreich             | Kati Bellowitsch        | –                                                                           |
| 26       | Mazedonien             | Marko Mark              | –                                                                           |
| 27       | Slowenien              | Tinkara Kovač           | Teilnehmerin 2014                                                           |
| 28       | Ungarn                 | Csilla Tatar            | Moderatorin des ungarischen Vorentscheids „A Dal 2015“                      |
| 29       | Vereinigtes Königreich | Nigella Lawson          | –                                                                           |
| 30       | Georgien               | Natia Bunturi           | –                                                                           |
| 31       | Litauen                | Ugnė Galadauskaitė      | –                                                                           |
| 32       | Niederlande            | Edsilia Rombley         | Teilnehmerin 1998 und 2007                                                  |
| 33       | Polen                  | Ola Ciupa               | Eine der Performerinnen beim polnischen Beitrag 2014                        |
| 34       | Israel                 | Ofer Nachshon           | Moderator des israelischen ESC-Vorentscheides Kdam Eurovision               |
| 35       | Russland               | Dimitri Schepelew       | Moderator des Greenrooms beim ESC 2009                                      |
| 36       | San Marino             | Valentina Monetta       | Teilnehmerin 2012, 2013, 2014 und 2017                                      |
| 37       | Italien                | Federico Russo          | Moderator von The Voice of Italy                                            |
| 38       | Island                 | Sigríður Halldórsdóttir | –                                                                           |
| 39       | Zypern                 | Loukas Hamatsos         | –                                                                           |
| 40       | Norwegen               | Margrethe Røed          | Moderatorin des ehemaligen norwegischen JESC-Vorentscheids „mgp junior“     |

### Marcel-Bezençon-Preis
Die diesjährigen Preisträger des seit 2002 verliehenen Marcel-Bezençon-Preises sind:
- Presse-Preis für den besten Song:  Italien – Grande Amore – Il Volo
- Künstler-Preis für den besten Künstler:  Schweden – Måns Zelmerlöw – Heroes
- Komponisten-Preis für die beste Komposition/Text:  Norwegen – Kjetil Mørland – A Monster Like Me

### Diskussion um Wertungssystem
Von den sieben Ländern  Australien,  Deutschland,  Frankreich,  Italien,  Österreich,  Spanien und  Vereinigtes Königreich, die nicht an den Halbfinalen teilgenommen hatten, belegten vier die letzten vier Plätze. Die betroffenen Länder reagierten mit Analysen zu dem schlechten Abschneiden und zogen weitere Maßnahmen in Erwägung, etwa den Rückzug aus dem Wettbewerb.
Thomas Schreiber thematisierte für den NDR im Interview – sowohl unmittelbar nach der Veranstaltung im Fernsehen an der Seite Ann Sophies als auch später gegenüber Jan Feddersen – dass abweichende Wertungen von Jury und Publikum eines Landes sich gegenseitig aufheben und in der Kombination zu einer Platzierung außerhalb der Punkteränge führen können. So lag zum Beispiel der deutsche Beitrag in Albaniens Televoting auf Platz 7, bei der Jury aber auf 16, woraus Platz 12 resultierte. Umgekehrt werteten die Jurys in Finnland diesen Beitrag ebenfalls auf Platz 7, in Belgien und Israel gar auf Platz 5, doch drehten die Televotings (19, 19 und 21) die kombinierten Resultate auf Plätze außerhalb der Punkte (11, 12 und 13). Insgesamt erhielt der deutsche Beitrag in 20, also über der Hälfte der 39 Länderwertungen mit Rang 17 oder höher gute Mittelfeldplätze, davon allein acht Mal mit Platz 11 oder 12 denkbar knapp außerhalb der Punkte, nur nicht darin. Peter Urban wertete diese Tatsachen insgesamt als „eine Menge Pech“. Beide sahen trotz der überraschenden Enttäuschung am Ende keine Veranlassung, das System der kombinierten Wertungen in Frage zu stellen.
Ganz ähnlich erzielte auch Österreichs Beitrag in 20 der 39 Länderwertungen mittlere Plätze von 11 bis 19. Zwar werteten manche Jurys den Beitrag sehr hoch, zum Beispiel in Georgien und Lettland auf Platz 3 und in Belgien auf 6, doch sorgten auch hier die schwachen Televotings (25, 21, 26) wie bei Deutschland letztlich nur für kombinierte Plätze 13, 11 und 17 und damit null Punkte.
Bereits 2010, also im Jahr nach der Einführung der aktuellen Jury-Televoting-Mischwertung, hatte die EBU eine Tabelle mit fiktiven Punkten aus reiner Jury- oder Zuschauerabstimmung veröffentlicht, aus der die zum Teil – so die EBU – „signifikant abweichenden Punktehöhen von Jurys und Televotern“ hervorgehen. Im Unterschied zur Wertung der Beiträge Deutschlands und Österreichs 2015, bei denen die Mischwertung insgesamt zu einer signifikanten Abwertung führte, lagen die kombinierten Wertungen im Jahr 2010 jedoch auch bei starker Abweichung regelmäßig zwischen dem reinen Jury- und Televoting-Ergebnis.

## Absagen
| Land                    | Grund und Bemerkungen | letztmalige Teilnahme |
| ----------------------- | --- | --------------------- |
| Andorra                 | Der andorranische Sender Ràdio i Televisió d’Andorra (RTVA) hat bestätigt, dass Andorra auch 2015 nicht zum Eurovision Song Contest zurückkehren wird. | 2009                  |
| Bosnien und Herzegowina | Obwohl man zuerst die Teilnahme bestätigte, entschied sich das bosnische Fernsehen BHRT, wegen finanzieller Probleme nicht zurückzukehren. | 2012                  |
| Bulgarien               | Am 19. Dezember 2014 bestätigte das bulgarische Fernsehen BNT, dass die für die Teilnahme benötigten Mittel von staatlicher Seite nicht bewilligt wurden. Die Frist für die Teilnahmebestätigung war eigentlich schon im Oktober abgelaufen; eine zusätzliche Bedenkzeit war von der EBU Bulgarien aber gewährt worden, um unter Umständen eine Rückkehr zum ESC arrangieren zu können.                                         | 2013                  |
| Kroatien                | Der kroatische Rundfunk HRT gab bekannt, dass Kroatien aus finanziellen Gründen und wegen schlechter Ergebnisse in der Vergangenheit 2015 nicht zum ESC zurückkehren werde. | 2013                  |
| Libanon                 | Der libanesische Fernsehsender Télé Liban hat bestätigt, dass der Libanon nicht beim Eurovision Song Contest debütieren wird. Eine Begründung wurde vom libanesischen Fernsehsender nicht gegeben. | –                     |
| Liechtenstein           | Der Chef des liechtensteinischen Fernsehsenders 1 FL TV sagte in einem Interview, Liechtenstein werde 2015 nicht am Eurovision Song Contest teilnehmen. Jedoch überlege man, im Folgejahr der EBU beizutreten und beim Eurovision Song Contest zu debütieren. | –                     |
| Luxemburg               | Auch 2015 wird Luxemburg und damit der Sender RTL nicht zum Song Contest zurückkehren. Jedoch sagte Maggy Nagel, die luxemburgische Ministerin für Kultur, es sei an der Zeit, dass Luxemburg am Eurovision Song Contest wieder teilnehme. Am 28. Oktober 2014 erklärte Nagel wiederum, man plane nicht, in den nächsten Jahren zurückzukehren. Das Land nahm 1993 zuletzt teil und setzt seitdem aus finanziellen Gründen aus. | 1993                  |
| Marokko                 | Am 31. Oktober 2014 bestätigte SNRT, dass Marokko nicht zum Eurovision Song Contest zurückkehren werde. | 1980                  |
| Monaco                  | Entgegen Gerüchten über eine Rückkehr zum ESC hat das monegassische Fernsehen TMC Monte Carlo (TMC) bestätigt, dass Monaco auch 2015 nicht am Eurovision Song Contest teilnehmen werde. | 2006                  |
| Slowakei                | Das slowakische Fernsehen RTVS bestätigte am 23. Mai 2014, dass man 2015 nicht zum Eurovision Song Contest zurückkehren werde. | 2012                  |
| Türkei                  | Am 25. August 2014 bestätigte Yağmur Tüzün von TRT, dass die Türkei 2015 zum dritten Mal in Folge nicht am ESC teilnehmen werde. | 2012                  |
| Ukraine                 | Das ukrainische Staatsfernsehen NTU hat bestätigt, dass die Ukraine 2015 aufgrund finanzieller Schwierigkeiten nicht antreten wird. Trotz vorhandener Sponsoren verzichteten sie schließlich auf die Teilnahme. Als Grund wurde unter anderem die aktuelle Krise im Land angegeben. | 2014                  |

## Sonstiges

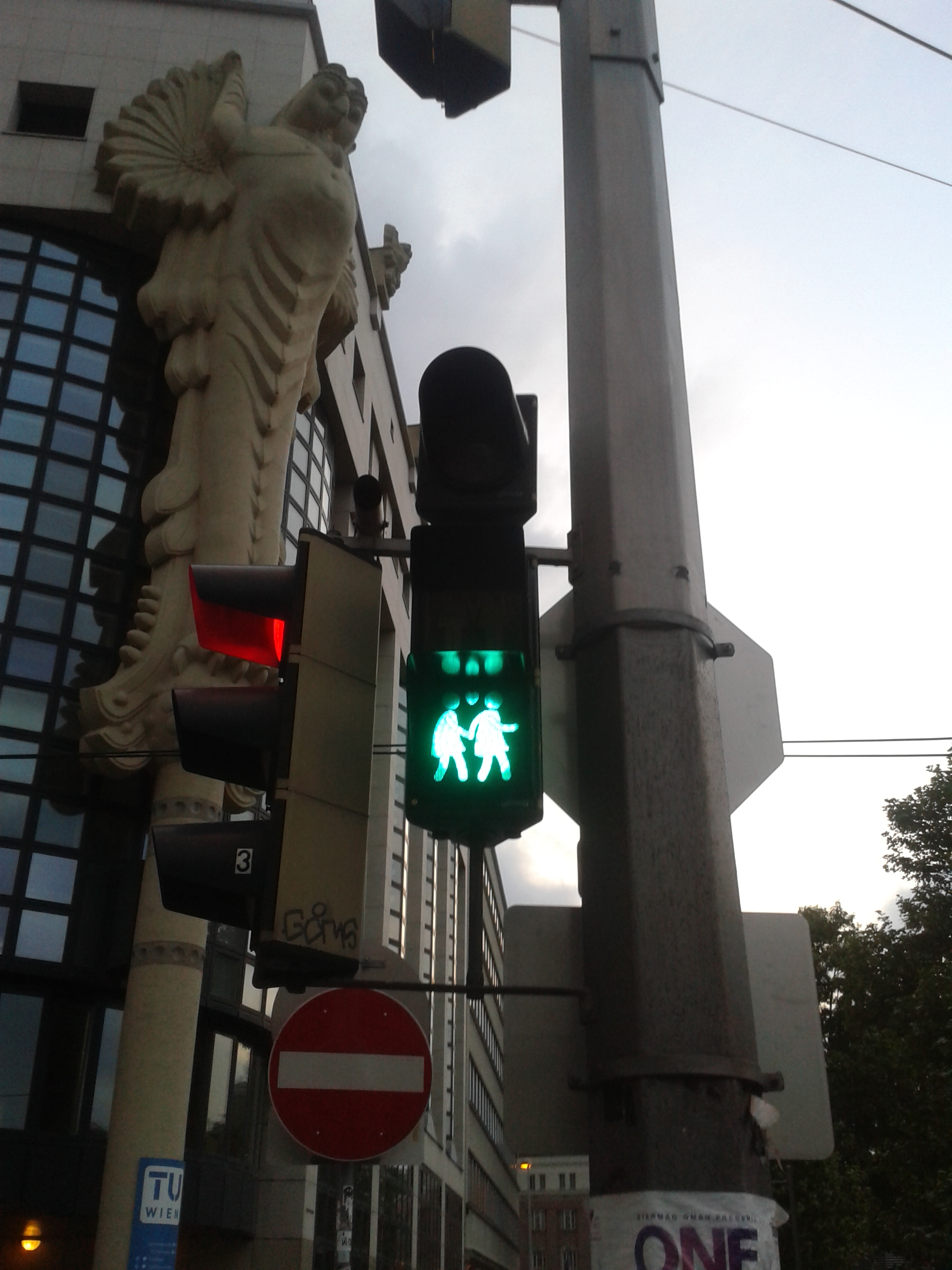
Zwei Ampelfrauen im Rahmen des Eurovision Song Contest 2015 in Wien

- Anlässlich des Eurovision Song Contest ließ die Stadt Wien die Ampelmännchen an 49 Standorten auf Ampelpärchen verändern, darunter sind auch gleichgeschlechtliche Pärchen zu finden. Wegen des angeblich enormen Zuspruchs von Seiten der Touristen, aber auch wegen eines behaupteten Werbewerts sollen die Pärchen auf Initiative der Verkehrsstadträtin Maria Vassilakou (Grüne) auch nach dem Song Contest in ihrer jetzigen Form bestehen bleiben.[95]
- Albanien: Das eigentliche Gewinnerlied des albanischen Vorentscheids (Festivali i Këngës 53) Diell wurde durch den Song I'm Alive ersetzt. Als Grund gab die Interpretin Elhaida Dani an, dass das ursprüngliche Lied vom Komponisten-Team zurückgezogen worden sei und nun nicht mehr für den Auftritt beim Eurovision Song Contest zur Verfügung stehe.
- Armenien: Die Gruppe Genealogy (dt. Ahnenforschung) war die erste Gruppe in der Geschichte des Wettbewerbes, deren Mitglieder aus fünf verschiedenen Kontinenten kamen. Unter anderem waren die Mitglieder aus Äthiopien, Frankreich, Japan, den Vereinigten Staaten, Australien und Armenien. Außerdem wurde der Titel des Songs von Don’t Deny auf Face the Shadow umgeändert.
- Australien: Australien gab 2014 mit Jessica Mauboy als Pausenfüller sein inoffizielles Debüt.[96] Am 10. Februar 2015 wurde seitens des ORF und der EBU bestätigt, dass Australien beim Song Contest 2015 antritt. Das Land war direkt für das Finale qualifiziert. Hätte Australien den Song Contest gewonnen, wäre der nachfolgende Wettbewerb allerdings trotzdem in Europa ausgetragen worden. Jedoch wäre Australien in diesem Fall auch für den Wettbewerb 2016 qualifiziert gewesen.[97]
- Deutschland: Den Vorentscheid Unser Song für Österreich hatte eigentlich Andreas Kümmert mit Heart of Stone gewonnen; im Televoting erhielt er über zwei Drittel der Stimmen. Da er unmittelbar danach eine ESC-Teilnahme ablehnte, rückte Ann Sophie mit Black Smoke nach.
- Finnland: Der finnische Beitrag Aina mun pitää war mit 1:27 Minuten der kürzeste Beitrag in der Geschichte des Eurovision Song Contest.
- Georgien und  Malta: Der georgische (von Nina Sublatti) und maltesische (von Amber) Beitrag hatten mit Warrior denselben Titel.
- Georgien: Während Nina Sublattis Auftritt im Finale funktionierte die Nebelmaschine nicht richtig, sodass Sublatti für kurze Zeit im Nebel verschwand. Auf Facebook zeigte sich Sublatti verärgert und einige Fans beschuldigten den Veranstalter, den Auftritt sabotiert zu haben; sie nahmen außerdem an, Georgien hätte sich ohne diesen Fehler besser platziert.
- Griechenland und  Zypern: Zum ersten Mal seit 1997 gab weder Griechenland noch Zypern dem jeweils anderen Land 12 Punkte.
- Island: Hera Björk, die isländische Teilnehmerin am ESC 2010, welche den 19. Platz in Oslo erreichte, unterstützte 2015 María Ólafs als Backgroundsängerin.
- Israel: Mit dem Lied Golden Boy wurde zum ersten Mal ein israelischer Beitrag am Song Contest nur auf Englisch vorgetragen.
- Montenegro: Željko Joksimović, der Serbien und Montenegro und Serbien vertrat, sowie bereits Beiträge für Bosnien und Herzegowina und Serbien komponierte, kehrte als Komponist und Texter des montenegrinischen Beitrags Adio zum ESC zurück. Außerdem schaffte Knez mit diesem einen neuen Rekord für Montenegro. Er wurde 13. Platz im Finale mit 44 Punkten und übertrumpfte damit Sergej Ćetković, welcher 2014 in Kopenhagen den 19. Platz erreichte.
- Niederlande: Die Vertreterin der Niederlande beim ESC 2013, Anouk, ist die Songwriterin des niederländischen Beitrags Walk Along.
- Russland: Zum ersten Mal überhaupt bekam der Zweitplatzierte, 2015 also Russland mit Polina Gagarina, neben dem ersten Platz über 300 Punkte im Finale.
- San Marino: Michele Perniola und Anita Simoncini waren das bisher jüngste Duo auf der ESC-Bühne. Zusammen waren sie 32 Jahre alt (jeweils 16), womit sie das bisher jüngste Duo Gili & Galit, welche am Eurovision Song Contest 1989 für Israel teilnahmen, um ein Jahr untertrafen.[98] Ralph Siegel war zum 24. Mal als Komponist eines Beitrages beim Eurovision Song Contest beteiligt.
- Serbien: Zum ersten Mal in der Geschichte Serbiens beim Contest wurde der Beitrag auf Englisch vorgetragen. Somit sang Bojana Stamenov den Titel Beauty Never Lies anstatt des ursprünglichen Titels Ceo Svet Je Moj. Zudem veröffentlichte sie ihr Lied auf Spanisch, Französisch und Deutsch.
- Tschechien: Das tschechische Duett Marta Jandová/Václav Noid Bárta erreichten dieses Jahr eine Höchstplatzierung für ihr Heimatland. Sie wurden 13. im Halbfinale, was den 18. Platz von Tereza Kerndlová 2008 übertrumpft.
- Ende Dezember 2014 wurde eine Straßenbahn mit Logo und Aufschrift des 60. Eurovision Song Contests 2015 offiziell vorgestellt. Sie wird bis Ende Mai regulär als Linienfahrzeug eingesetzt.[99] Auch wurde sie im Rahmen des Neujahrskonzerts der Wiener Philharmoniker 2015 dem weltweiten Fernsehpublikum (50 Millionen Zuseher in 92 Ländern) präsentiert.[100]
- Im Januar 2015 wurde am Wiener Rathausplatz ein Countdown-Turm in Betrieb genommen, der die verbleibende Zeit bis zum Finale am 23. Mai anzeigte. Der Turm hat eine Höhe von acht Metern, eine Grundfläche von 3 × 3 Metern und eine LED-Videofläche von 23,6 Quadratmetern.[101]
- Der ORF übertrug vom 18. bis 23. Mai 2015 um 20:15 Uhr eine Show mit dem Titel ESC Live aus einem Glas-Studio in der Wiener Stadthalle. Mit dieser Show wollte man den Song Contest dem Publikum näherbringen. Unter anderem führte dort Andi Knoll Interviews mit den Interpreten und Kati Bellowitsch berichtete aus Euro-Club und -Village. Auch waren Backstagevideos zu sehen.[31]
- Am 26. Januar 2015 hat die Host City Insignia Exchange Ceremony stattgefunden – ein zum achten Mal durchgeführter zeremonieller Akt, in dem Vertreter eines früheren Gastgeberlandes die Host City Keys an das aktuelle Austragungsland übergeben, in diesem Jahr also Dänemark an Österreich bzw. Kopenhagen an Wien. Damit wird symbolisch bestätigt, dass die österreichische Hauptstadt offiziell der Austragungsort des Eurovision Song Contests 2015 ist. Im Anschluss erfolgte die Ziehung der Halbfinal-Zuteilungen der einzelnen Länder.[102]
- Am 16. und 17. März 2015 fand das Delegationstreffen der Europäischen Rundfunkunion statt. Bei diesem wurden einige Details festgelegt, wie die Termine der beiden Halbfinales und des Finales 2016. Das 1. Halbfinale soll am 10., das 2. Halbfinale am 12. und das Finale am 14. Mai 2016 stattfinden. Außerdem wurde festgelegt, dass The Makemakes im Finale 2015 den 14. Startplatz haben werden. Weiterhin bestätigte die EBU, dass alle Beiträge pünktlich vorgestellt, sowie öffentlich präsentiert wurden, mit Ausnahme von Montenegro. Als Tag des Willkommensempfangs im Wiener Rathaus wurde der 17. Mai 2015 bestätigt. Die Moderation übernahmen Andi Knoll und Kati Bellowitsch.
- Weltweit verfolgten rund 200 Millionen Menschen die drei Live-Sendungen im Fernsehen.[103]
- Mit einer Länge von ca. vier Stunden war das Finale das bis dahin längste in der Geschichte des ESC.
- Erstmals kam eine Technologie zum Einsatz, mit der aufgezeichneter Applaus im Fernsehsignal über Buhrufe gelegt werden konnte. Dies war eine Reaktion auf das Ausbuhen des russischen Acts im Vorjahr.[104]

## Nationale Vorentscheide

### Nationale Vorentscheidungen in deutschsprachigen Ländern

#### Belgien
In Belgien erfolgte die Auswahl des Liedes durch eine interne Entscheidung des Senders RTBF.

#### Deutschland
Die Sendung Unser Song für Österreich fand am 5. März 2015 um 20:15 Uhr in der TUI-Arena in Hannover statt und wurde von Das Erste übertragen.

#### Österreich
Das Finale der Sendung Eurovision Song Contest – Wer singt für Österreich? fand am 13. März 2015 in Wien statt und wurde vom ORF übertragen.

#### Schweiz
Am 18. Juli 2014 gab das Schweizer Radio und Fernsehen (SRF) bekannt, dass das Finale ihrer Vorentscheidung am 31. Januar 2015 in der Bodensee-Arena in Kreuzlingen stattfinden wird. Ebenfalls wurde angekündigt, dass im Finale sechs Teilnehmer gegeneinander antreten werden, um die Schweiz 2015 in Österreich zu vertreten, wofür sie sich im Zeitraum zwischen dem 29. September und 27. Oktober 2014 bewerben konnten, indem sie ihr Lied auf der Videoplattform des SRF hochladen. Organisiert wurde die nationale Vorentscheidung von den schweizerischen Fernsehsendern SRF, RTR, RTS und RSI.
Sowohl in einer Jury- und Internetabstimmung, als auch in einer internen Auswahl verschiedener Schweizer Fernsehsender wurden 18 Kandidaten ausgewählt, die in die zweite Phase der Vorentscheidung kamen. In dieser Phase sangen die Kandidaten vor einer Jury und ebendiese sechs Sänger oder Bands auswählen, die in die Final-Show einziehen. Drei Vertreter werden von RTR/SRF, zwei Vertreter von RTS und einer von RSI jeweils ausgewählt.
Im Finale stellten die Finalisten jeweils ihr eigenes Lied vor, während sie bei ihrem zweiten Auftritt ein Cover eines zuvor ausgewählten Liedes präsentierten. Der Vertreter für die Schweiz wurde zu 50 % durch Jury-Wertung und zu 50 % durch Tele-Voting ausgewählt.
Nachfolgend das Ergebnis des Schweizer Vorentscheids:
| Platz | Startnr. | Interpret     | Lied Musik (M) und Text (T)                                                   | Cover                                                            | Sender |
| ----- | -------- | ------------- | ----------------------------------------------------------------------------- | ---------------------------------------------------------------- | ------ |
| 1.    | 5        | Mélanie René  | Time to Shine M/T: Mélanie René                                               | Chandelier (Originalinterpret: Sia)                              | RTS    |
| 2.    | 2        | Timebelle     | Singing About Love M/T: Mihai Alexandru, Andrada Ioana                        | Rude Boy (Originalinterpret: Rihanna)                            | SRF    |
| 3.    | 3        | Licia Chery   | Fly M/T: Léticia Andris                                                       | All About That Bass (Originalinterpret: Meghan Trainor)          | RTS    |
| 4.    | 4        | Andy McSean   | Hey Now M/T: Andy Stadelmann                                                  | Chasing Cars (Originalinterpret: Snow Patrol)                    | SRF    |
| 5.    | 6        | Tiziana       | Only Human M/T: Jesse Singer, Nick Banns, Chris Soper, Will Knox, Shayna Zaid | The Power of Love (Originalinterpret: Frankie Goes to Hollywood) | SRF    |
| 6.    | 1        | Deborah Bough | Take Me Back to 23 M/T: Deborah Bough                                         | Shake It Off (Originalinterpret: Taylor Swift)                   | RSI    |

### Nationale Vorentscheidungen in allen teilnehmenden Ländern
Die folgende Tabelle zeigt, in welchem Modus die Teilnehmerländer für die Auswahl ihres Interpreten gewählt haben. Insgesamt haben sich 27 Länder für einen nationalen Vorentscheid und 13 für eine interne Auswahl entschieden.
| Land                   | Nationaler Vorentscheid                                    |
| ---------------------- | ---------------------------------------------------------- |
| Albanien               | Festivali i Këngës 53 (Interpret), interne Auswahl (Lied)  |
| Armenien               | interne Auswahl                                            |
| Aserbaidschan          | interne Auswahl                                            |
| Australien             | interne Auswahl                                            |
| Belarus                | Eurofest 2015                                              |
| Belgien                | interne Auswahl                                            |
| Dänemark               | Dansk Melodi Grand Prix                                    |
| Deutschland            | Unser Song für Österreich                                  |
| Estland                | Eesti Laul 2015                                            |
| Finnland               | Uuden Musiikin Kilpailu (UMK)                              |
| Frankreich             | interne Auswahl                                            |
| Georgien               | Erovnuli Shesarcevi Konkursi 2015                          |
| Griechenland           | Eurosong – A NERIT & MAD Show 2015                         |
| Irland                 | Eurosong – The Late Late Show                              |
| Island                 | Söngvakeppnin 2015                                         |
| Israel                 | HaKokhav HaBa (הַכּוֹכָב הַבָּא)                                  |
| Italien                | Sanremo-Festival 2015                                      |
| Lettland               | Supernova 2015                                             |
| Litauen                | „Eurovizijos“ dainų konkurso nacionalinė atranka           |
| Malta                  | Malta Eurovision Song Contest 2015                         |
| Mazedonien             | Skopje Fest 2014                                           |
| Moldau                 | O Melodie Pentru Europa                                    |
| Montenegro             | interne Auswahl                                            |
| Niederlande            | interne Auswahl                                            |
| Norwegen               | Melodi Grand Prix 2015                                     |
| Österreich             | Eurovision Song Contest – Wer singt für Österreich? (2015) |
| Polen                  | interne Auswahl                                            |
| Portugal               | Festival da Canção 2015                                    |
| Rumänien               | Selecția Nationăla 2015                                    |
| Russland               | interne Auswahl                                            |
| San Marino             | interne Auswahl                                            |
| Schweden               | Melodifestivalen 2015                                      |
| Schweiz                | Die Grosse Entscheidungsshow 2015                          |
| Serbien                | Odbrojavanje za Beč                                        |
| Slowenien              | EMA 2015                                                   |
| Spanien                | interne Auswahl                                            |
| Tschechien             | interne Auswahl                                            |
| Ungarn                 | A Dal 2015                                                 |
| Vereinigtes Königreich | interne Auswahl                                            |
| Zypern                 | Eurovision Song Project                                    |

## Übertragung

### Deutschland
Das erste sowie das zweite Halbfinale wurden erstmals von drei Sendern gleichzeitig ausgestrahlt, zum ersten Mal auch auf Einsfestival sowie auf den beiden Sendern, die bereits im letzten Jahr übertrugen, Phoenix und EinsPlus, hier mit Gebärdensprache.
| Datum        | Sendung            | Uhrzeit   | Fernsehsender     | Moderation/Kommentar                                            | Zuschauer | Zuschauer       | Marktanteil | Marktanteil     |
| Datum        | Sendung            | Uhrzeit   | Fernsehsender     | Moderation/Kommentar                                            | Gesamt    | 14 bis 49 Jahre | Gesamt      | 14 bis 49 Jahre |
| ------------ | ------------------ | --------- | ----------------- | --------------------------------------------------------------- | --------- | --------------- | ----------- | --------------- |
| 19. Mai 2015 | Erstes Halbfinale  | 21:00 Uhr | (Gebärdensprache) | Kommentator: Peter Urban                                        | 0,56 Mio. | 0,11 Mio.       | 01,4 %      | 01,1 %          |
| 21. Mai 2015 | Zweites Halbfinale | 21:00 Uhr | (Gebärdensprache) | Kommentator: Peter Urban                                        | 0,71 Mio. |                 |             | 02,5 %          |
| 23. Mai 2015 | Countdown für Wien | 20:15 Uhr | (Gebärdensprache) | Moderation: Barbara Schöneberger                                | 4,45 Mio. | 2,07 Mio.       | 16,6 %      |                 |
| 23. Mai 2015 | Finale             | 21:00 Uhr | (Gebärdensprache) | Kommentator: Peter Urban Punktesprecherin: Barbara Schöneberger | 8,11 Mio. | 3,81 Mio.       | 34 %        | 40,7 %          |
| 23. Mai 2015 | Grand Prix Party   | 1:00 Uhr  | (Gebärdensprache) | Moderation: Barbara Schöneberger                                | 2,10 Mio. | 1,02 Mio.       | 25,4 %      |                 |

Die deutsche Jury setzte sich aus Leslie Clio, Mark Forster, Swen Meyer, Ferris MC und Jurypräsident Johannes Strate zusammen.

### Österreich
Die Halbfinales und das Finale wurden auf ORF eins übertragen.
| Datum        | Sendung            | Uhrzeit   | Fernsehsender | Moderation/Kommentar                                       | Zuschauer  | Zuschauer       | Marktanteil | Marktanteil     |
| Datum        | Sendung            | Uhrzeit   | Fernsehsender | Moderation/Kommentar                                       | Gesamt     | 14 bis 49 Jahre | Gesamt      | 14 bis 49 Jahre |
| ------------ | ------------------ | --------- | ------------- | ---------------------------------------------------------- | ---------- | --------------- | ----------- | --------------- |
| 19. Mai 2015 | Erstes Halbfinale  | 21:00 Uhr | [ 116 ]       | Kommentator: Andi Knoll                                    | 0,803 Mio. |                 | 30 %        |                 |
| 21. Mai 2015 | Zweites Halbfinale | 21:00 Uhr | [ 116 ]       | Kommentator: Andi Knoll                                    | 0,896 Mio. |                 | 34 %        |                 |
| 23. Mai 2015 | Finale             | 21:00 Uhr | [ 116 ]       | Kommentator: Andi Knoll Punktesprecherin: Kati Bellowitsch | 1,645 Mio. |                 | 71 %        |                 |

In der österreichischen Jury saßen Manuel Ortega (österreichischer Vertreter von 2002), Christian Deix, Vanessa Legenstein, Franziska Trost und als Vorsitzender Gary Lux, der Österreich bereits 1985 und 1987 vertrat.

### Schweiz
Im deutschsprachigen Teil der Schweiz wurden das erste und zweite Halbfinale auf SRF zwei und das Finale auf SRF 1 und Radio SRF 3 übertragen. Via Zweikanalton konnte als Alternative der satirische Radiokommentar von Peter Schneider und Gabriel Vetter auch im Fernsehen gehört werden. Im französischsprachigen Teil der Schweiz wurde nur das zweite Halbfinale auf RTS deux sowie das Finale auf RTS un übertragen. Im italienischsprachigen Teil der Schweiz wurde nur das zweite Halbfinale auf RSI LA 2 und das Finale auf RSI LA 1 übertragen. Die Finalsendung wurde online erstmals in einem Live-Stream mit Gebärdensprache ausgestrahlt.
| Datum        | Sendung                               | Uhrzeit   | Fernsehsender                                                             | Moderation/Kommentar                                                            | Sprache     |
| ------------ | ------------------------------------- | --------- | ------------------------------------------------------------------------- | ------------------------------------------------------------------------------- | ----------- |
| 19. Mai 2015 | 1. Halbfinale                         | 21:00 Uhr |                                                                           | Kommentator: Sven Epiney                                                        | Deutsch     |
| 21. Mai 2015 | 2. Halbfinale                         | 21:00 Uhr |                                                                           | Kommentator: Sven Epiney                                                        | Deutsch     |
| 21. Mai 2015 | 2. Halbfinale                         | 21:00 Uhr |                                                                           | Kommentar: Jean-Marc Richard, Nicolas Tanner                                    | Französisch |
| 21. Mai 2015 | 2. Halbfinale                         | 21:00 Uhr |                                                                           | Kommentar: Clarissa Tami, Paolo Meneguzzi                                       | Italienisch |
| 23. Mai 2015 | Countdown – 12 Points für Aeschbacher | 20:10 Uhr |                                                                           | Moderator: Kurt Aeschbacher                                                     | Deutsch     |
| 23. Mai 2015 | Finale                                | 21:00 Uhr | Kommentator 1: Sven Epiney Kommentator 2: Peter Schneider, Gabriel Vetter |                                                                                 | Deutsch     |
| 23. Mai 2015 | Finale                                | 21:00 Uhr |                                                                           | Kommentar: Jean-Marc Richard, Nicolas Tanner Punktesprecherin: Laetitia Guarino | Französisch |
| 23. Mai 2015 | Finale                                | 21:00 Uhr |                                                                           | Kommentar: Clarissa Tami, Paolo Meneguzzi                                       | Italienisch |

Der Schweizer Jury gehörten Georg Schlunegger (Vorsitzender), Simon Moser, Andrea Pärli, Rafaela Spitzli und Gabriel Broggini an. Letzterer vertrat die Schweiz 2012 als Mitglied der Band Sinplus.

### Internationale Übertragung

#### Internationale Fernsehübertragung
| Land                      | Kommentator/Moderator                                       | Sender Halbfinale                                                | Sender Finale                                                 |
| Teilnehmende Länder       | Teilnehmende Länder                                         | Teilnehmende Länder                                              | Teilnehmende Länder                                           |
| ------------------------- | ----------------------------------------------------------- | ---------------------------------------------------------------- | ------------------------------------------------------------- |
| Albanien                  | Andri Xhahu                                                 | RTSH                                                             | RTSH                                                          |
| Armenien                  | Aram Mp3 u. Erik Antaranyan (1. Halbfinale)                 | ARMTV                                                            | –                                                             |
| Armenien                  | Vahe Khanamiryan u. Hermine Stepanyan (2. Halbfinale)       | ARMTV                                                            | –                                                             |
| Armenien                  | Avet Barseghyan u. Arevik Udumyan                           | –                                                                | ARMTV                                                         |
| Aserbaidschan             | Kamran Guliyev                                              | İTV                                                              | İTV                                                           |
| Australien                | Julia Zemiro u. Sam Pang                                    | SBS One                                                          | SBS One                                                       |
| Belarus                   | Evgeny Perlin                                               | Belarus-1 / Bearus-24                                            | Belarus-1 / Belarus-24                                        |
| Belgien                   | Peter van de Veire u. Eva Daeleman (Niederländisch)         | Eén                                                              | Eén                                                           |
| Belgien                   | Jean-Louis Lahaye u. Maureen Louys (Französisch)            | La Une                                                           | La Une                                                        |
| Dänemark                  | Ole Tøpholm                                                 | DR1                                                              | DR1                                                           |
| Estland                   | Marko Reikop                                                | ETV                                                              | ETV                                                           |
| Finnland                  | Aino Töllinen u. Cristal Snow (Finnisch)                    | Yle TV2                                                          | Yle TV2                                                       |
| Finnland                  | Eva Frantz u. Johan Lindroos (Schwedisch)                   | Yle TV2                                                          | Yle TV2                                                       |
| Frankreich                | Mareva Galanter u. Jérémy Parayre                           | France Ô                                                         | –                                                             |
| Frankreich                | Stéphane Bern u. Marianne James                             | –                                                                | France 2                                                      |
| Georgien                  | Lado Tatishvili u. Tamuna Museridze                         | GPB First Channel                                                | GPB First Channel                                             |
| Griechenland              | Maria Kozakou u. Giorgos Kapoutzidis                        | NERIT 1 / NERIT HD                                               | NERIT 1 / NERIT HD                                            |
| Irland                    | Marty Whelan                                                | RTÉ Two                                                          | RTÉ One                                                       |
| Island                    | Felix Bergsson                                              | RÚV / Rás 2                                                      | RÚV / Rás 2                                                   |
| Israel                    | Hebräische und Arabische Untertitel                         | Channel 1 / Channel 33                                           | Channel 1 / Channel 33                                        |
| Italien                   | Marco Ardemagni u. Filippo Solibello                        | Rai 4                                                            | –                                                             |
| Italien                   | Federico Russo u. Valentina Correani                        | –                                                                | Rai 2 / Rai HD                                                |
| Lettland                  | Valters Frīdenbergs u. Toms Grēviņš                         | LTV1                                                             | LTV1                                                          |
| Litauen                   | Darius Užkuraitis                                           | LRT televizija                                                   | LRT televizija                                                |
| Mazedonien                | Karolina Petkovska (Mazedonisch)                            | MRT 1 / MRT Sat                                                  | MRT 1 / MRT Sat                                               |
| Mazedonien                | N.N. (Albanisch)                                            | MRT 2                                                            | MRT 2                                                         |
| Moldau                    | Daniela Babici                                              | Moldova 1                                                        | Moldova 1                                                     |
| Montenegro                | Dražen Bauković u. Tamara Ivanković                         | TVCG 2 (1. Halbfinale) / TVCG 1 (2. Halbfinale)                  | TVCG 1                                                        |
| Niederlande               | Cornald Maas u. Jan Smit                                    | NPO 1 / BVN                                                      | NPO 1 / BVN                                                   |
| Norwegen                  | Olav Viksmo Slettan                                         | NRK1                                                             | NRK1                                                          |
| Norwegen                  | Ronny Brede Aase, Silje Reiten Nordnes u. Markus Ekrem Neby | –                                                                | NRK3                                                          |
| Polen                     | Artur Orzech                                                | TVP1 / TVP Polonia / TVP HD / TVP Rozrywka (einen Tag später)    | TVP1 / TVP Polonia / TVP HD / TVP Rozrywka (einen Tag später) |
| Portugal                  | Hélder Reis                                                 | RTP1                                                             | RTP1                                                          |
| Rumänien                  | Bogdan Stănescu                                             | TVR 1 / TVRi / TVR HD                                            | TVR 1 / TVRi / TVR HD                                         |
| Russland                  | Jana Tschurikowa u. Yuriy Aksyuta                           | Perwy kanal (Первый канал)                                       | Perwy kanal (Первый канал)                                    |
| San Marino                | Lia Fiorio u. Gigi Restivo                                  | SMtv San Marino                                                  | SMtv San Marino                                               |
| Schweden                  | Sanna Nielsen u. Edward af Sillén                           | SVT 1                                                            | SVT 1                                                         |
| Serbien                   | Duška Vučinić                                               | RTS 1 (1. Halbfinale) / RTS 2 (2. Halbfinale) / RTS HD / RTS SAT | RTS 1 / RTS HD / RTS SAT                                      |
| Slowenien                 | Andrej Hofer                                                | RTV SLO2 (1. Halbfinale) / RTV SLO1 (2. Halbfinale)              | RTV SLO1                                                      |
| Spanien                   | José Maria Iñigo u. Julia Varela                            | La 2                                                             | La 1                                                          |
| Tschechien                | Aleš Háma                                                   | ČT art                                                           | ČT1                                                           |
| Ungarn                    | Gábor Gundel Takács                                         | Duna TV                                                          | Duna TV                                                       |
| Vereinigtes Königreich    | Scott Mills u. Mel Giedroyc                                 | BBC Three                                                        | –                                                             |
| Vereinigtes Königreich    | Graham Norton                                               | –                                                                | BBC One                                                       |
| Zypern                    | Melina Karageorgiou                                         | RIK 1 / RIK SAT / RIK HD / Trito Programma                       | RIK 1 / RIK SAT / RIK HD / Trito Programma                    |
| Nicht teilnehmende Länder |                                                             |                                                                  |                                                               |
| Andorra                   | José María Íñigo u. Julia Varela                            | La 2                                                             | La 1                                                          |
| Andorra                   | Stéphane Bernand u. Marianne James                          | –                                                                | France 2                                                      |
| Bulgarien                 | N.N.                                                        | –                                                                | BNT                                                           |
| Kanada                    | Tommy D u. Adam Homorazzi                                   | OUTtv                                                            | OUTtv                                                         |
| Neuseeland                | –                                                           | BBC UKTV                                                         | BBC UKTV                                                      |
| Ukraine                   | Timur Miroschnytschenko u. Tetiana Terekhova                | Perschyj Nazionalnyj                                             | Perschyj Nazionalnyj                                          |
| Volksrepublik China       | Liang Qiaobo u. Wu Zhoutong                                 | Hunan TV                                                         | Hunan TV                                                      |

#### Internationale Radioübertragung
| Land                   | Kommentator/Moderator                       | Sender Halbfinale                                                         | Sender Finale                                                             |
| ---------------------- | ------------------------------------------- | ------------------------------------------------------------------------- | ------------------------------------------------------------------------- |
| Estland                | Mart Juur u. Andrus Kivirähk                | Raadio 2 (1. Halbfinale)                                                  | Raadio 2                                                                  |
| Finnland               | Aino Töllinen (Finnisch)                    | Yle Radio Suomi                                                           | Yle Radio Suomi                                                           |
| Finnland               | Eva Frantz u. Johan Lindroos (Schwedisch)   | Yle Radio Vega                                                            | Yle Radio Vega                                                            |
| Irland                 | Shay Byrne u. Zbyszek Zalinski              | RTÉ Radio 1 (2. Halbfinale)                                               | RTÉ Radio 1                                                               |
| Israel                 | Kobi Menora u. Yuval Caspin (1. Halbfinale) | 88 FM                                                                     | –                                                                         |
| Israel                 | Kobi Menora u. Tal Argaman (2. Halbfinale)  | 88 FM                                                                     | –                                                                         |
| Israel                 | Kobi Menora                                 | –                                                                         | 88 FM                                                                     |
| Italien                | Marco Ardemagni u. Filippo Solibello        | Rai Radio 2                                                               | Rai Radio 2                                                               |
| Mazedonien             | Karolina Petkovska                          | Radio Skopje                                                              | Radio Skopje                                                              |
| Moldau                 | N.N.                                        | Radio Moldova Actualități / Radio Moldova Muzical / Radio Moldova Tineret | Radio Moldova Actualități / Radio Moldova Muzical / Radio Moldova Tineret |
| Norwegen               | Per Sundnes                                 | –                                                                         | NRK P1                                                                    |
| San Marino             | N.N.                                        | Radio San Marino                                                          | Radio San Marino                                                          |
| Ukraine                | N.N.                                        | Ukrainian Radio (Ukrainischer Rundfunk)                                   | Ukrainian Radio (Ukrainischer Rundfunk)                                   |
| Vereinigtes Königreich | Ana Matronic                                | BBC Radio 2 Eurovision                                                    | –                                                                         |
| Vereinigtes Königreich | Ken Bruce                                   | –                                                                         | BBC Radio 2 / BBC Radio 2 Eurovision                                      |

## Auszeichnungen
- Austrian Event Award in Gold[151]
- Austrian Green Event Award Sonderpreis